# Elecciones generales del Reino Unido de 2019
Las elecciones generales de 2019 en el Reino Unido se celebraron el jueves 12 de diciembre de 2019. El 6 de noviembre de ese año, el presidente del Gobierno británico, Boris Johnson, tras haber sido autorizado para ello por la Cámara de los Comunes y la Cámara de los Lores británicas, y previa deliberación del Consejo de Ministros británico, propuso la disolución del Parlamento británico y la convocatoria de elecciones anticipadas. La reina Isabel II la decretó inmediatamente, y fue la última elección parlamentaria durante su reinado. 
Estas elecciones fueron convocadas por el Gobierno británico con el fin de dar una solución a la posible salida del Reino Unido de la Unión Europea, popularmente llamada como Brexit. Dicho proceso fue aprobado por el pueblo británico en un referéndum vinculante celebrado el 23 de junio de 2016, pero permanece bloqueado desde entonces en el Parlamento británico por divergencias de los distintos grupos políticos en cuanto a la futura relación que el Reino Unido debe o no mantener con la Unión Europea.
Tras perder su mayoría parlamentaria en las elecciones generales de 2017, el Partido Conservador gobernó en minoría con el apoyo del Partido Unionista Democrático (DUP). La primera ministra, Theresa May, dimitió en julio de 2019 tras no conseguir en repetidas ocasiones aprobar su acuerdo de retirada del Brexit en el Parlamento. Johnson la sucedió como líder del Partido Conservador y como primer ministro en julio de 2019. Johnson no pudo persuadir al Parlamento para que aprobara un acuerdo de retirada revisado para fines de octubre, y optó por convocar elecciones anticipadas, que la Cámara de los Comunes apoyó bajo la Ley de Elecciones Generales Parlamentarias Anticipadas de 2019. Las encuestas de opinión mostraron una firme ventaja de los conservadores frente al opositor Partido Laborista durante toda la campaña.
Los conservadores ganaron 365 escaños, su mayor número y proporción desde las elecciones generales de 1987, y registraron su mayor porcentaje de voto popular desde 1979; muchos de sus avances se lograron en escaños que antes se consideraban seguros para el Partido Laborista, apodado el muro rojo, que había votado firmemente a favor de la retirada británica de la UE en el referéndum de membresía de la Unión Europea de 2016. El Partido Laborista obtuvo 202 escaños, su menor número desde las elecciones generales de 1935.   El Partido Nacional Escocés (SNP) logró una ganancia neta de 13 escaños con el 45 por ciento de los votos en Escocia, ganando 48 de los 59 escaños allí.  Los Liberal Demócratas aumentaron su porcentaje de votos al 11,6 por ciento, pero ganaron sólo 11 escaños, una pérdida neta de uno desde la última elección. La líder del partido, Jo Swinson, perdió su escaño ante el SNP, lo que desencadenó las elecciones de liderazgo del partido de 2020, que ganó Ed Davey.  El DUP ganó una pluralidad de escaños en Irlanda del Norte. El Partido Socialdemócrata y Laborista (SDLP) y el Partido Alianza de Irlanda del Norte (APNI) recuperaron representación parlamentaria mientras que el DUP perdió escaños.
El resultado de la elección le dio a Johnson el mandato que buscaba del electorado para implementar formalmente la retirada del Reino Unido de la Unión Europea y completar la derogación de la Ley de Comunidades Europeas de 1972 el 31 de enero de 2020. Jeremy Corbyn, líder del Partido Laborista en las elecciones, renunció, lo que desencadenó las elecciones de liderazgo del partido de 2020, que ganó su secretario para el Brexit en la sombra, Keir Starmer. Jane Dodds, líder de los Demócratas Liberales en Gales, también fue derrotda en Brecon y Radnorshire.  En Irlanda del Norte, los parlamentarios nacionalistas irlandeses superaron en número a los unionistas por primera vez, aunque el voto popular unionista se mantuvo más alto, con un 43,1 por ciento, y los siete parlamentarios del Sinn Féin no ocuparon sus escaños debido a su tradición de abstencionismo.
A pesar de haber sido elegido con una gran mayoría, Johnson dimitió en medio de una crisis de gobierno en 2022, seguido por Liz Truss durante cincuenta días y luego por Rishi Sunak, quien llevó a los conservadores a una aplastante derrota en las elecciones posteriores. Estas fueron las últimas elecciones que se celebraron bajo el reinado de Isabel II.

## Antecedentes
En julio de 2016, Theresa May fue elegida primera ministra para suceder a David Cameron, quien había renunciado tras los resultados del referéndum del Brexit de 2016. El Partido Conservador había gobernado desde las elecciones generales de 2010, inicialmente en coalición con los Liberal Demócratas y luego en solitario con una pequeña mayoría tras las elecciones generales de 2015. En las elecciones generales de 2017, May perdió su mayoría, pero pudo retomar el cargo como resultado de un acuerdo de confianza y suministro con el Partido Unionista Democrático (DUP) de Irlanda del Norte, conocido como el acuerdo Conservador-DUP. Ante la oposición del DUP y de los diputados conservadores, el segundo ministerio de May no pudo aprobar su acuerdo de retirada del Brexit antes del 29 de marzo de 2019, por lo que algunos comentaristas políticos consideraron que era probable que se celebraran elecciones generales anticipadas.
El opositor Partido Laborista pidió en 2019 una moción de confianza para el ministerio de May, pero la moción, celebrada en enero, fracasó. May dimitió tras el pobre rendimiento de su partido en las elecciones al Parlamento Europeo de 2019, durante la primera prórroga concedida por la Unión Europea para las negociaciones sobre el acuerdo de retirada. Boris Johnson ganó las elecciones de liderazgo conservador de 2019 y se convirtió en primer ministro el 24 de julio de 2019. Además de intentar revisar el acuerdo de retirada acordado en las negociaciones de su predecesor, Johnson hizo tres intentos de celebrar elecciones anticipadas según el proceso definido en la Ley de Parlamentos de Plazo Fijo de 2011,  que requería una supermayoría de dos tercios para que se celebraran las elecciones.
Los tres intentos de convocar elecciones no obtuvieron apoyo; el Parlamento insistió en que Johnson "descartara primero un Brexit sin acuerdo" y asegurara un Acuerdo de Retirada negociado, expresado en particular con la promulgación contra su voluntad de la Ley de Retirada de la Unión Europea (N.º 2) de 2019, a menudo llamada Ley Benn, en honor a la diputada laborista Hilary Benn, quien presentó el proyecto de ley. Tras no lograr aprobar un acuerdo revisado antes de la fecha límite de la primera extensión, el 31 de octubre de 2019, Johnson aceptó una segunda extensión de las negociaciones con la Unión Europea y finalmente consiguió un acuerdo de retirada revisado.

## Sistema electoral
Cada circunscripción parlamentaria del Reino Unido elige un diputado a la Cámara de los Comunes utilizando el sistema de representación directa.

### Elegibilidad para votar
Para votar en las elecciones generales, uno debe:
- Estar en el Registro Electoral;
- Tener 18 años o más el día de la votación;
- Ser un ciudadano británico, irlandés o de la Commonwealth;
- Ser un residente en una dirección en el Reino Unido (o un ciudadano británico que vive en el extranjero y que ha estado registrado para votar en el Reino Unido en los últimos 15 años);[n 1] y
- Estar no legalmente excluido de la votación (por ejemplo, una persona condenada detenida en prisión o en un hospital psiquiátrico, o ilegalmente en libertad si de lo contrario hubiera sido detenido,[13] o una persona declarada culpable de ciertas prácticas corruptas o ilegales[14]) o descalificado para votar (nobles sentados en la Cámara de los Lores).[15][16]

Las personas deben estar registradas para votar antes de la medianoche, doce días hábiles antes del día de la votación. Cualquier persona que califica como elector anónimo tiene hasta la medianoche seis días hábiles antes del día de la votación para registrarse. Una persona que tiene dos hogares (como un estudiante universitario que tiene un domicilio temporal y vive en su casa durante las vacaciones) puede registrarse para votar en ambas direcciones, siempre que no se encuentren en la misma área electoral, pero solo puede votar en un distrito electoral en las elecciones generales.
La política actual del gobierno del Reino Unido es aprobar una ley que elimine el límite de 15 años para que los británicos expatriados voten antes de que se celebren las próximas elecciones generales, como se menciona en el manifiesto del Partido Conservador de 2017, que declaró (página 42) "Vamos a legislar a favor de los votos para la vida de los electores británicos en el extranjero".

### Revisión de límites
La postergada Sexta Revisión Periódica pospuesta de las circunscripciones de Westminster propuso reducir el número de circunscripciones electorales de 650 a 600. En abril de 2016, cada una de las cuatro Comisiones Parlamentarias de Límites del Reino Unido reinició el proceso de revisión, que se implementaron en 2018.

## Fecha de la elección
La Ley de Parlamentos de plazo fijó de 2011 introdujo parlamentos de plazo fijo en el Reino Unido, con elecciones programadas para el primer jueves de mayo del quinto año después de las elecciones generales anteriores.
Eliminando el poder del monarca, por consejo del primer ministro, para disolver el parlamento antes de su duración máxima de cinco años, el acto permite la disolución anticipada si la Cámara de los Comunes vota por una mayoría de dos tercios, como ocurrió en las Elecciones generales de 2017. El parlamento también se disuelve si un gobierno pierde un voto de censura por mayoría simple y no se forma un nuevo gobierno dentro de los 14 días.
Finalmente, se celebraron el 12 de diciembre de 2019, tras la aprobación por parte de la Cámara de los Comunes la convocatoria de elecciones anticipadas.

## Disputa de partidos políticos y candidatos
La mayoría de los candidatos son representantes de un partido político, que debe estar registrado en el Registro de Partidos Políticos de la Comisión Electoral. Los candidatos que no pertenecen a una parte registrada pueden usar una etiqueta "independiente" o ninguna etiqueta.
El Partido Conservador y el Partido Laborista han sido los dos partidos políticos más importantes y han suministrado a todos los Primeros Ministros desde 1922 (con la excepción de Ramsay MacDonald, que fue Primer Ministro entre 1931 y 1935 como miembro de la Organización Laborista Nacional).
Los partidos en las tablas a continuación están ordenadas por sus resultados en las Elecciones generales de 2017
El líder del partido que manda la mayoría del apoyo en la Cámara de los Comunes es la persona a quien el monarca llama para formar un gobierno como primer ministro, mientras que el líder del partido más grande que no está en el gobierno se convierte en el líder de la oposición. Otros partidos también forman equipos ministeriales paralelos. Los líderes del SNP y Plaid Cymru no son miembros del parlamento, sino miembros de sus respectivas legislaturas descentralizadas, por lo que estos partidos tienen líderes separados en la Cámara de los Comunes (Ian Blackford para SNP y Liz Saville Roberts en el caso de Plaid Cymru).

### Gran Bretaña
| Partido | Partido                             | Líder(es) del partido           | Líder desde                     | Escaño del líder         | Elecciones 2017 | Elecciones 2017   | Candidatos                       | Posición Brexit                                                      |
| Partido | Partido                             | Líder(es) del partido           | Líder desde                     | Escaño del líder         | % votos         | Escaños obtenidos | Candidatos                       | Posición Brexit                                                      |
| ------- | ----------------------------------- | ------------------------------- | ------------------------------- | ------------------------ | --------------- | ----------------- | -------------------------------- | -------------------------------------------------------------------- |
|         | Partido Conservador                 | Boris Johnson                   | Julio de 2019                   | Uxbridge & South Ruislip | 42.3%           | 317/650           | 631                              | Brexit con acuerdo conservador                                       |
|         | Partido Laborista                   | Jeremy Corbyn                   | Sept. de 2015                   | Islington del norte      | 40.0%           | 262/650           | 631                              | Segundo referéndum: Brexit con acuerdo laborista o quedarse en la UE |
|         | Partido Nacional Escocés            | Nicola Sturgeon                 | Nov. de 2014                    | Ninguno                  | 3.0%            | 35/650            | 59 (solo en Escocia)             | Quedarse en la UE (Escocia país independiente)                       |
|         | Liberal Demócratas                  | Jo Swinson                      | Julio de 2019                   | East Dunbartonshire      | 7.4%            | 12/650            | 611                              | Quedarse en la UE                                                    |
|         | Plaid Cymru                         | Adam Price                      | Marzo de 2012                   | Ninguno                  | 0.5%            | 4/650             | 36 (solo en Gales)               | Quedarse en la UE (Gales país independiente)                         |
|         | Partido Verde de Inglaterra y Gales | - Jonathan Bartley - Siân Berry | - Sept. de 2016 - Sept. de 2018 | - Ninguno - Ninguno      | 1.6%            | 1/650             | 474 (solo en Inglaterra y Gales) | Quedarse en la UE                                                    |
|         | UKIP                                | Patricia Mountain               | Nov. de 2019                    | Ninguno                  | 1.8%            | 0/650             | 44                               | Brexit sin acuerdo                                                   |
|         | Change UK                           | Anna Soubry                     | Junio de 2019                   | Broxtowe                 | Nuevo           | Nuevo             | 3 (solo en Inglaterra)           | Quedarse en la UE                                                    |
|         | Partido del Brexit                  | Nigel Farage                    | Marzo de 2019                   | Ninguno                  | Nuevo           | Nuevo             | 276                              | Brexit sin acuerdo                                                   |

### Irlanda del Norte
| Partido | Partido                                  | Líder del partido                     | Líder desde                           | Escaño del líder | Elecciones 2017 (% y escaños de NI) | Elecciones 2017 (% y escaños de NI) | Posición     | Candidaturas (solo en NI) |
| Partido | Partido                                  | Líder del partido                     | Líder desde                           | Escaño del líder | %                                   | Escaños                             | Posición     | Candidaturas (solo en NI) |
| ------- | ---------------------------------------- | ------------------------------------- | ------------------------------------- | ---------------- | ----------------------------------- | ----------------------------------- | ------------ | ------------------------- |
|         | Partido Unionista Democrático            | Arlene Foster                         | Diciembre de 2015                     | Ninguno          | 36.0%                               | 10/18                               | Unionista    | 17                        |
|         | Sinn Féin                                | Mary Lou McDonald                     | Febrero de 2018                       | Ninguno          | 29.4%                               | 7/18                                | Nacionalista | 15                        |
|         | Partido Socialdemócrata y Laborista      | Colum Eastwood                        | Noviembre de 2015                     | Ninguno          | 11.7%                               | 0/18                                | Nacionalista | 15                        |
|         | Partido Unionista del Ulster             | Steve Aiken                           | Abril de 2017                         | Ninguno          | 10.3%                               | 0/18                                | Unionista    | 16                        |
|         | Partido de la Alianza                    | Naomi Long                            | Octubre de 2016                       | Ninguno          | 7.9%                                | 0/18                                | Neutral      | 18                        |
|         | Partido Verde de Irlanda del Norte       | Clare Bailey                          | Noviembre de 2018                     | Ninguno          | 0.9%                                | 0/18                                | Neutral      | 3                         |
|         | Partido Conservador de Irlanda del Norte | Sección del Partido Conservador en NI | Sección del Partido Conservador en NI | Ninguno          | 0.5%                                | 0/18                                | Unionista    | 4                         |
|         | People Before Profit                     | Liderazgo colectivo                   | Liderazgo colectivo                   | Ninguno          | 0.4%                                | 0/18                                | Neutral      | 2                         |
|         | Aontú                                    | Peadar Tóibín                         | Enero de 2019                         | Ninguno          | Nuevo                               | Nuevo                               | Nacionalista | 7                         |

### Alianzas electorales

#### Unite to remain
A finales de octubre se anunciaron las discusiones para un "pacto electoral" entre los principales partidos europeistas de oposición (Liberal Demócratas, Plaid Cymru y Partido Verde) para postular candidaturas únicas en circunscripciones con preferencias sensibles a quienes consideraran candidatos europeistas con posiciones propensas a facilitar la permanencia del Reino Unido en la Unión Europea, bien mediante la revocación del artículo 50 del Tratado de la UE mediante el cual se había solicitado la separación del RU de esa organización o bien mediante la convocatoria de un segundo referéndum que consultara a la población para dicha posibilidad, principalmente dentro de estas mismas tres organizaciones o independientes. Los medios de comunicación se han referido a tal asociación como el "Pacto por la Permanencia" (en inglés Remain Pact) o la Alianza por la Permanencia (en inglés Remain Alliance). A principios de noviembre los partidos de la "Alianza" cerraron el acuerdo para presentar candidaturas únicas en 60 circunscripciones electorales de Inglaterra y Gales bajo la insignia electoral Unidos por la Permanencia (en inglés Unite to Remain). La eurodiputada Molly Scott Cato de los Verdes sugirió que la alianza estaba en discusiones para lograr el respaldo del Partido Laborista a pesar de las negativas del líder laborista Jeremy Corbyn de formar cualquier alianza electoral que impidiese a los laboristas tener candidatos en todas las circunscripciones y de las negativas de la lideresa liberaldemócrata Jo Swinson de respaldar un gobierno presidido por Corbyn como Primer Ministro.
| Partido | Partido                             | Circunscripciones con respaldo común | Notas         |
| ------- | ----------------------------------- | ------------------------------------ | ------------- |
|         | Liberal Demócratas                  | 43/573                               |               |
|         | Partido Verde de Inglaterra y Gales | 10/573                               |               |
|         | Plaid Cymru                         | 7/573                                | Solo en Gales |

#### Pacto pro-Brexit
A finales octubre el líder del Partido del Brexit Nigel Farage dio una entrevista en su programa de radio al Presidente de los EE. UU. Donald Trump en el que este último instó al Primer Ministro Británico y Líder Conservador Boris Johnson a que formara una alianza electoral con Farage a fin de garantizar una mayoría "imparable" afín a la separación de la Unión Europea en el Parlamento Británico. Días después Farage hizo el llamado al Primer Ministro Johnson de formar una alianza electoral favorable al Brexit bajo la condición que este y su gobierno renunciaran a la aplicación del acuerdo que el gobierno de Johnson alcanzó con la Comisión Europea a mediados de octubre a favor de una salida "limpia" (calificada por los analistas como "brexit duro"). Tal propuesta acabó fuertemente criticada y rechazada por Johnson, a lo que fue respondido por Farage con la promesa de inscribir candidatos por el Partido del Brexit en 600 circunscripciones con candidatos conservadores.
Finalmente, Nigel Farage anunció el 11 de noviembre, que el Partido del Brexit no presentará candidatos en las 317 circunscripciones donde el Partido Conservador ganó el escaño en las elecciones de 2017, facilitando así una mayoría pro-Brexit de cara al nuevo Parlamento.

#### Pactos en Irlanda del Norte
En Irlanda del Norte también fue ratificada una alianza de alcance limitado entre los partidos europeistas Alianza, SDLP, el Sinn Féin y los Verdes para confrontar a los partidos unionistas afines a los Conservadores.
- Pactos nacionalistas

| Partido | Partido                             | Circunscripciones donde no se presenta |
| ------- | ----------------------------------- | --- |
|         | Sinn Féin                           | Sur de Belfast, apoya a Partido Socialdemócrata y Laborista Este de Belfast, apoya a Partido de la Alianza Norte de Down, apoya a Partido de la Alianza |
|         | Partido Socialdemócrata y Laborista | Norte de Belfast, apoya a Sinn Féin Este de Belfast, apoya a Partido de la Alianza Norte de Down, apoya a Partido de la Alianza                         |
|         | Partido Verde de Irlanda del Norte  | Norte, Sur, Este y Oeste de Belfast, apoya a Sinn Féin; Partido Socialdemócrata y Laborista; Partido de la Alianza                                      |

- Pactos unionistas

| Partido | Partido                       | Circunscripciones donde no se presenta                          |
| ------- | ----------------------------- | --------------------------------------------------------------- |
|         | Partido Unionista Democrático | Fermanagh y Sur de Tyrone, apoya a Partido Unionista del Ulster |
|         | Partido Unionista del Ulster  | Norte de Belfast, apoya a Partido Unionista Democrático         |

## Encuestas de opinión y proyecciones de escaños

El gráfico muestra las encuestas realizadas para la próxima elección general del Reino Unido, incluidas las encuestas publicadas hasta el 6 de febrero de 2018. La línea de tendencia se basa en el promedio de las últimas 10 encuestas.

| Fecha                    | Encuestadora                                                                  | Tamaño de muestra                                               | Con.                                                            | Lab.                                                            | Lib Dem.                                                        | SNP.                                                            | Plaid Cymru                                                     | Verdes                                                          | Brexit                                                          | UKIP                                                            | Change UK                                                       | Otro                                                            | Ventaja                                                         |      |      |       |      |      |
| ------------------------ | ----------------------------------------------------------------------------- | --------------------------------------------------------------- | --------------------------------------------------------------- | --------------------------------------------------------------- | --------------------------------------------------------------- | --------------------------------------------------------------- | --------------------------------------------------------------- | --------------------------------------------------------------- | --------------------------------------------------------------- | --------------------------------------------------------------- | --------------------------------------------------------------- | --------------------------------------------------------------- | --------------------------------------------------------------- | ---- | ---- | ----- | ---- | ---- |
| Fecha                    | Encuestadora                                                                  | Tamaño de muestra                                               | 12 Dic 2019                                                     | Resultados generales                                            | –                                                               | 43.6%                                                           | 32.1%                                                           | 11.6%                                                           | 3.9%                                                            | 0.5%                                                            | 2.7%                                                            | Otro                                                            | Ventaja                                                         | 2.0% | 0.1% | 0.03% | 3.1% | 11.5 |
| 44.7%                    | 33.0%                                                                         | 11.8%                                                           | 12 Dic 2019                                                     | Resultados generales                                            | –                                                               | 4.0%                                                            | 0.5%                                                            | 2.8%                                                            | 2.1%                                                            | 0.1%                                                            | 0.03%                                                           | 1.0%                                                            | 11.7                                                            |      |      |       |      |      |
| 10–11 Dic                | Survation                                                                     | 2,395                                                           | 45%                                                             | 34%                                                             | 9%                                                              | 4%                                                              | 1%                                                              | 3%                                                              | 3%                                                              | –                                                               | –                                                               | 1%                                                              | 11                                                              |      |      |       |      |      |
| 10–11 Dic                | Panelbase                                                                     | 3,174                                                           | 43%                                                             | 34%                                                             | 11%                                                             | 4%                                                              | 0%                                                              | 3%                                                              | 4%                                                              | –                                                               | –                                                               | –                                                               | 9                                                               |      |      |       |      |      |
| 10–11 Dic                | Opinium                                                                       | 3,005                                                           | 45%                                                             | 33%                                                             | 12%                                                             | 4%                                                              | 0%                                                              | 2%                                                              | 2%                                                              | –                                                               | –                                                               | 1%                                                              | 12                                                              |      |      |       |      |      |
| 9–11 Dic                 | Ipsos MORI/Evening Standard                                                   | 2,213                                                           | 44%                                                             | 33%                                                             | 12%                                                             | 4%                                                              | 1%                                                              | 3%                                                              | 2%                                                              | –                                                               | –                                                               | 6%                                                              | 11                                                              |      |      |       |      |      |
| 9–11 Dic                 | Deltapoll                                                                     | 1,818                                                           | 45%                                                             | 35%                                                             | 10%                                                             | 4%                                                              | 0%                                                              | 3%                                                              | 4%                                                              | –                                                               | –                                                               | 0%                                                              | 10                                                              |      |      |       |      |      |
| 9–11 Dec                 | Kantar                                                                        | 2,815                                                           | 44%                                                             | 32%                                                             | 13%                                                             | 4%                                                              | 0%                                                              | 3%                                                              | 3%                                                              | –                                                               | –                                                               | 1%                                                              | 12                                                              |      |      |       |      |      |
| 6–11 Dic                 | BMG/The Independent                                                           | 1,660                                                           | 41%                                                             | 32%                                                             | 14%                                                             | –                                                               | –                                                               | 3%                                                              | 4%                                                              | –                                                               | –                                                               | 6%                                                              | 9                                                               |      |      |       |      |      |
| 9–10 Dic                 | SavantaComRes/The Daily Telegraph                                             | 2,051                                                           | 41%                                                             | 36%                                                             | 12%                                                             | 4%                                                              | –                                                               | 2%                                                              | 3%                                                              | –                                                               | –                                                               | 2%                                                              | 5                                                               |      |      |       |      |      |
| 8-10 Dic                 | Number Cruncher Politics/Bloomberg                                            | 1,009                                                           | 43%                                                             | 33%                                                             | 12%                                                             | 4%                                                              | 1%                                                              | 3%                                                              | 3%                                                              | –                                                               | –                                                               | 1%                                                              | 10                                                              |      |      |       |      |      |
| 4–10 Dic                 | YouGov (MRP)                                                                  | 105,612                                                         | 43%                                                             | 34%                                                             | 12%                                                             | 3%                                                              | 0%                                                              | 3%                                                              | 3%                                                              | –                                                               | –                                                               | 2%                                                              | 9                                                               |      |      |       |      |      |
| 27 Nov – 10 DIc          | FocalData (MRP)                                                               | 21,213                                                          | 42%                                                             | 34%                                                             | 14%                                                             | 3%                                                              | 1%                                                              | 3%                                                              | 3%                                                              | –                                                               | –                                                               | 1%                                                              | 8                                                               |      |      |       |      |      |
| 6–9 Dic                  | ICM Research/Reuters                                                          | 2,011                                                           | 42%                                                             | 36%                                                             | 12%                                                             | 3%                                                              | 0%                                                              | 2%                                                              | 3%                                                              | 0%                                                              | –                                                               | 1%                                                              | 6                                                               |      |      |       |      |      |
| 6–8 Dic                  | SavantaComRes/Remain United                                                   | 6,073                                                           | 43%                                                             | 36%                                                             | 12%                                                             | 4%                                                              | 0%                                                              | 2%                                                              | 3%                                                              | –                                                               | –                                                               | 1%                                                              | 7                                                               |      |      |       |      |      |
| 5–8 Dic                  | Qriously                                                                      | 2,222                                                           | 43%                                                             | 30%                                                             | 12%                                                             | 2%                                                              | –                                                               | 4%                                                              | 3%                                                              | –                                                               | –                                                               | 5%                                                              | 13                                                              |      |      |       |      |      |
| 5–7 Dic                  | Survation/Good Morning Britain                                                | 1,012                                                           | 45%                                                             | 31%                                                             | 11%                                                             | 3%                                                              | 1%                                                              | 2%                                                              | 4%                                                              | –                                                               | –                                                               | 3%                                                              | 14                                                              |      |      |       |      |      |
| 5–7 Dic                  | Deltapoll/The Mail on Sunday                                                  | 1,533                                                           | 44%                                                             | 33%                                                             | 11%                                                             | 4%                                                              | 0%                                                              | 2%                                                              | 3%                                                              | 1%                                                              | –                                                               | 1%                                                              | 11                                                              |      |      |       |      |      |
| 5–6 Dic                  | YouGov/The Sunday Times                                                       | 1,680                                                           | 43%                                                             | 33%                                                             | 13%                                                             | 4%                                                              | 0%                                                              | 3%                                                              | 3%                                                              | –                                                               | –                                                               | 1%                                                              | 10                                                              |      |      |       |      |      |
| 4–6 Dic                  | BMG/The Independent                                                           | 1,542                                                           | 41%                                                             | 32%                                                             | 14%                                                             | 3%                                                              | 0%                                                              | 4%                                                              | 4%                                                              | 0%                                                              | 0%                                                              | 1%                                                              | 9                                                               |      |      |       |      |      |
| 4–6 Dic                  | Opinium/The Observer                                                          | 2,002                                                           | 46%                                                             | 31%                                                             | 13%                                                             | 4%                                                              | 0%                                                              | 2%                                                              | 3%                                                              | –                                                               | –                                                               | 1%                                                              | 15                                                              |      |      |       |      |      |
| 4–6 Dic                  | Panelbase                                                                     | 2,033                                                           | 43%                                                             | 34%                                                             | 13%                                                             | 4%                                                              | 1%                                                              | 2%                                                              | 3%                                                              | –                                                               | –                                                               | 0%                                                              | 9                                                               |      |      |       |      |      |
| 4–5 Dic                  | SavantaComRes/The Sunday Telegraph                                            | 2,034                                                           | 41%                                                             | 33%                                                             | 12%                                                             | 4%                                                              | –                                                               | 2%                                                              | 3%                                                              | –                                                               | –                                                               | 5%                                                              | 8                                                               |      |      |       |      |      |
| 2–5 Dc                   | SavantaComRes/Remain United                                                   | 2,005                                                           | 42%                                                             | 36%                                                             | 11%                                                             | 3%                                                              | –                                                               | 2%                                                              | 4%                                                              | –                                                               | –                                                               | 1%                                                              | 6                                                               |      |      |       |      |      |
| 2–4 Dic                  | Ipsos MORI/Evening Standard                                                   | 1,545                                                           | 44%                                                             | 32%                                                             | 13%                                                             | 4%                                                              | 1%                                                              | 3%                                                              | 2%                                                              | –                                                               | –                                                               | 1%                                                              | 12                                                              |      |      |       |      |      |
| 2–3 Dic                  | SavantaComRes/The Daily Telegraph                                             | 2,041                                                           | 42%                                                             | 32%                                                             | 12%                                                             | 4%                                                              | –                                                               | 2%                                                              | 3%                                                              | –                                                               | –                                                               | 5%                                                              | 10                                                              |      |      |       |      |      |
| 2–3 Dic                  | YouGov/The Times/Sky News                                                     | 1,699                                                           | 42%                                                             | 33%                                                             | 12%                                                             | 5%                                                              | 0%                                                              | 4%                                                              | 4%                                                              | –                                                               | –                                                               | 1%                                                              | 9                                                               |      |      |       |      |      |
| 29 Nov – 2 Dic           | ICM Research                                                                  | 2,029                                                           | 42%                                                             | 35%                                                             | 13%                                                             | 3%                                                              | 0%                                                              | 2%                                                              | 3%                                                              | –                                                               | –                                                               | 1%                                                              | 7                                                               |      |      |       |      |      |
| 28 Nov – 2 Dic           | Kantar                                                                        | 1,096                                                           | 44%                                                             | 32%                                                             | 15%                                                             | 3%                                                              | 1%                                                              | 3%                                                              | 2%                                                              | –                                                               | –                                                               | 1%                                                              | 12                                                              |      |      |       |      |      |
| 28–30 Nov                | Deltapoll/The Mail on Sunday                                                  | 1,528                                                           | 45%                                                             | 32%                                                             | 15%                                                             | 3%                                                              | 0%                                                              | 1%                                                              | 3%                                                              | 0%                                                              | –                                                               | 0%                                                              | 13                                                              |      |      |       |      |      |
| 26–30 Nov                | Survation/Good Morning Britain                                                | 1,065                                                           | 42%                                                             | 33%                                                             | 11%                                                             | 3%                                                              | 1%                                                              | 4%                                                              | 3%                                                              | –                                                               | –                                                               | 3%                                                              | 9                                                               |      |      |       |      |      |
| 28–29 Nov                | YouGov/The Sunday Times                                                       | 1,680                                                           | 43%                                                             | 34%                                                             | 13%                                                             | 4%                                                              | 0%                                                              | 3%                                                              | 2%                                                              | –                                                               | –                                                               | 1%                                                              | 9                                                               |      |      |       |      |      |
| 27–29 Nov                | Opinium/The Observer                                                          | 2,018                                                           | 46%                                                             | 31%                                                             | 13%                                                             | 4%                                                              | 0%                                                              | 3%                                                              | 2%                                                              | –                                                               | –                                                               | 2%                                                              | 15                                                              |      |      |       |      |      |
| 27–29 Nov                | BMG/The Independent                                                           | 1,663                                                           | 39%                                                             | 33%                                                             | 13%                                                             | 4%                                                              | 0%                                                              | 5%                                                              | 4%                                                              | 0%                                                              | 0%                                                              | 1%                                                              | 6                                                               |      |      |       |      |      |
| 27–28 Nov                | SavantaComRes/The Sunday Telegraph                                            | 2,025                                                           | 43%                                                             | 33%                                                             | 13%                                                             | 3%                                                              | –                                                               | 3%                                                              | 4%                                                              | –                                                               | –                                                               | 1%                                                              | 10                                                              |      |      |       |      |      |
| 27–28 Nov                | Panelbase                                                                     | 2,010                                                           | 42%                                                             | 34%                                                             | 13%                                                             | 3%                                                              | 0%                                                              | 3%                                                              | 4%                                                              | –                                                               | –                                                               | 1%                                                              | 8                                                               |      |      |       |      |      |
| 25–26 Nov                | SavantaComRes/The Daily Telegraph                                             | 2,034                                                           | 41%                                                             | 34%                                                             | 13%                                                             | 3%                                                              | –                                                               | 2%                                                              | 5%                                                              | –                                                               | –                                                               | 1%                                                              | 7                                                               |      |      |       |      |      |
| 25–26 Nov                | YouGov/The Times/Sky News                                                     | 1,678                                                           | 43%                                                             | 32%                                                             | 13%                                                             | 4%                                                              | 0%                                                              | 2%                                                              | 4%                                                              | –                                                               | –                                                               | 1%                                                              | 11                                                              |      |      |       |      |      |
| 22–25 Nov                | ICM Research                                                                  | 2,004                                                           | 41%                                                             | 34%                                                             | 13%                                                             | 3%                                                              | 1%                                                              | 3%                                                              | 4%                                                              | 0%                                                              | –                                                               | 1%                                                              | 7                                                               |      |      |       |      |      |
| 21–25 Nov                | Kantar                                                                        | 1,097                                                           | 43%                                                             | 32%                                                             | 14%                                                             | 4%                                                              | 0%                                                              | 4%                                                              | 3%                                                              | –                                                               | –                                                               | 0%                                                              | 11                                                              |      |      |       |      |      |
| 21–23 Nov                | Deltapoll/The Mail on Sunday                                                  | 1,519                                                           | 43%                                                             | 30%                                                             | 16%                                                             | 4%                                                              | 0%                                                              | 3%                                                              | 3%                                                              | –                                                               | –                                                               | 0%                                                              | 13                                                              |      |      |       |      |      |
| 20–23 Nov                | Survation/Good Morning Britain                                                | 1,010                                                           | 41%                                                             | 30%                                                             | 15%                                                             | 3%                                                              | 1%                                                              | 3%                                                              | 5%                                                              | –                                                               | –                                                               | 4%                                                              | 11                                                              |      |      |       |      |      |
| 21–22 Nov                | YouGov/The Sunday Times                                                       | 1,677                                                           | 42%                                                             | 30%                                                             | 16%                                                             | 4%                                                              | 0%                                                              | 4%                                                              | 3%                                                              | –                                                               | –                                                               | 1%                                                              | 12                                                              |      |      |       |      |      |
| 20–22 Nov                | Opinium/The Observer                                                          | 2,003                                                           | 47%                                                             | 28%                                                             | 12%                                                             | 5%                                                              | 0%                                                              | 3%                                                              | 3%                                                              | –                                                               | –                                                               | 2%                                                              | 19                                                              |      |      |       |      |      |
| 20–22 Nov                | Panelbase                                                                     | 2,028                                                           | 42%                                                             | 32%                                                             | 14%                                                             | 3%                                                              | 1%                                                              | 3%                                                              | 3%                                                              | –                                                               | –                                                               | 2%                                                              | 10                                                              |      |      |       |      |      |
| 20–21 Nov                | SavantaComRes/Sunday Express                                                  | 2,038                                                           | 42%                                                             | 32%                                                             | 15%                                                             | 3%                                                              | 0%                                                              | 2%                                                              | 5%                                                              | –                                                               | –                                                               | 1%                                                              | 10                                                              |      |      |       |      |      |
| 19–21 Nov                | BMG                                                                           | 1,663                                                           | 41%                                                             | 28%                                                             | 18%                                                             | 2%                                                              | 0%                                                              | 5%                                                              | 3%                                                              | –                                                               | –                                                               | 1%                                                              | 13                                                              |      |      |       |      |      |
| 12–20 Nov                | YouGov                                                                        | 11,277                                                          | 43%                                                             | 29%                                                             | 15%                                                             | 4%                                                              | 1%                                                              | 3%                                                              | 4%                                                              | –                                                               | –                                                               | 2%                                                              | 14                                                              |      |      |       |      |      |
| 18–19 Nov                | SavantaComRes/The Daily Telegraph                                             | 1,628                                                           | 42%                                                             | 31%                                                             | 15%                                                             | 4%                                                              | 0%                                                              | 2%                                                              | 5%                                                              | –                                                               | –                                                               | 1%                                                              | 11                                                              |      |      |       |      |      |
| 18–19 Nov                | YouGov/The Times                                                              | 1,606                                                           | 42%                                                             | 30%                                                             | 15%                                                             | 4%                                                              | 0%                                                              | 4%                                                              | 4%                                                              | –                                                               | –                                                               | 1%                                                              | 12                                                              |      |      |       |      |      |
| 15–19 Nov                | Ipsos MORI/Evening Standard                                                   | 1,128                                                           | 44%                                                             | 28%                                                             | 16%                                                             | 4%                                                              | 1%                                                              | 3%                                                              | 3%                                                              | –                                                               | –                                                               | 1%                                                              | 16                                                              |      |      |       |      |      |
| 17–18 Nov                | YouGov                                                                        | 1,634                                                           | 43%                                                             | 29%                                                             | 15%                                                             | 4%                                                              | 1%                                                              | 3%                                                              | 3%                                                              | –                                                               | –                                                               | 3%                                                              | 14                                                              |      |      |       |      |      |
| 15–18 Nov                | ICM Research                                                                  | 2,010                                                           | 42%                                                             | 32%                                                             | 13%                                                             | 3%                                                              | 0%                                                              | 3%                                                              | 5%                                                              | –                                                               | –                                                               | 2%                                                              | 10                                                              |      |      |       |      |      |
| 14–18 Nov                | Kantar                                                                        | 1,176                                                           | 45%                                                             | 27%                                                             | 16%                                                             | 4%                                                              | 1%                                                              | 3%                                                              | 2%                                                              | –                                                               | –                                                               | 1%                                                              | 18                                                              |      |      |       |      |      |
| 14–16 Nov                | Survation/Good Morning Britain                                                | 1,010                                                           | 42%                                                             | 28%                                                             | 13%                                                             | 3%                                                              | 1%                                                              | 3%                                                              | 5%                                                              | –                                                               | –                                                               | 4%                                                              | 14                                                              |      |      |       |      |      |
| 14–16 Nov                | Deltapoll/The Mail on Sunday                                                  | 1,526                                                           | 45%                                                             | 30%                                                             | 11%                                                             | 3%                                                              | 0%                                                              | 2%                                                              | 6%                                                              | 2%                                                              | 0%                                                              | 0%                                                              | 15                                                              |      |      |       |      |      |
| 15 Nov                   |                                                                               | Nominaciones finales                                            | Nominaciones finales                                            | Nominaciones finales                                            | Nominaciones finales                                            | Nominaciones finales                                            | Nominaciones finales                                            | Nominaciones finales                                            | Nominaciones finales                                            | Nominaciones finales                                            | Nominaciones finales                                            | Nominaciones finales                                            | Nominaciones finales                                            |      |      |       |      |      |
| 14–15 Nov                | YouGov/The Sunday Times                                                       | 1,670                                                           | 45%                                                             | 28%                                                             | 15%                                                             | 4%                                                              | 0%                                                              | 3%                                                              | 4%                                                              | –                                                               | –                                                               | 2%                                                              | 17                                                              |      |      |       |      |      |
| 13–15 Nov                | Opinium/The Observer                                                          | 2,008                                                           | 44%                                                             | 28%                                                             | 14%                                                             | 4%                                                              | 1%                                                              | 3%                                                              | 6%                                                              | –                                                               | –                                                               | 0%                                                              | 16                                                              |      |      |       |      |      |
| 12–15 Nov                | BMG/The Independent                                                           | 1,506                                                           | 37%                                                             | 29%                                                             | 16%                                                             | 2%                                                              | 0%                                                              | 5%                                                              | 9%                                                              | –                                                               | –                                                               | 0%                                                              | 8                                                               |      |      |       |      |      |
| 13–14 Nov                | SavantaComRes/The Sunday Telegraph                                            | 2,052                                                           | 41%                                                             | 33%                                                             | 14%                                                             | 3%                                                              | 0%                                                              | 2%                                                              | 5%                                                              | –                                                               | –                                                               | 1%                                                              | 8                                                               |      |      |       |      |      |
| 13–14 Nov                | Panelbase                                                                     | 1,021                                                           | 43%                                                             | 30%                                                             | 15%                                                             | 4%                                                              | 0%                                                              | 2%                                                              | 5%                                                              | –                                                               | –                                                               | 0%                                                              | 13                                                              |      |      |       |      |      |
| 11–12 Nov                | SavantaComRes/The Daily Telegraph                                             | 2,022                                                           | 40%                                                             | 30%                                                             | 16%                                                             | 4%                                                              | 0%                                                              | 3%                                                              | 7%                                                              | –                                                               | –                                                               | 1%                                                              | 10                                                              |      |      |       |      |      |
| 11–12 Nov                | YouGov/The Times/Sky News                                                     | 1,619                                                           | 42%                                                             | 28%                                                             | 15%                                                             | 3%                                                              | 1%                                                              | 4%                                                              | 4%                                                              | –                                                               | –                                                               | 4%                                                              | 14                                                              |      |      |       |      |      |
| 8–11 Nov                 | ICM Research                                                                  | 2,035                                                           | 39%                                                             | 31%                                                             | 15%                                                             | 3%                                                              | 0%                                                              | 3%                                                              | 8%                                                              | –                                                               | –                                                               | 2%                                                              | 8                                                               |      |      |       |      |      |
| 7–11 Nov                 | Kantar                                                                        | 1,165                                                           | 37%                                                             | 27%                                                             | 17%                                                             | 3%                                                              | 1%                                                              | 3%                                                              | 9%                                                              | 1%                                                              | 1%                                                              | 1%                                                              | 10                                                              |      |      |       |      |      |
| 8–10 Nov                 | ComRes/Britain Elects                                                         | 2,014                                                           | 37%                                                             | 29%                                                             | 17%                                                             | 4%                                                              | 0%                                                              | 3%                                                              | 9%                                                              | –                                                               | –                                                               | 1%                                                              | 8                                                               |      |      |       |      |      |
| 6–9 Nov                  | Deltapoll/The Mail on Sunday                                                  | 1,518                                                           | 41%                                                             | 29%                                                             | 16%                                                             | 3%                                                              | 0%                                                              | 2%                                                              | 6%                                                              | 1%                                                              | 0%                                                              | 1%                                                              | 12                                                              |      |      |       |      |      |
| 7–8 Nov                  | YouGov/The Sunday Times                                                       | 1,598                                                           | 39%                                                             | 26%                                                             | 17%                                                             | 4%                                                              | 0%                                                              | 4%                                                              | 10%                                                             | –                                                               | –                                                               | 0%                                                              | 13                                                              |      |      |       |      |      |
| 6–8 Nov                  | Survation                                                                     | 2,037                                                           | 35%                                                             | 29%                                                             | 17%                                                             | 4%                                                              | 1%                                                              | 1%                                                              | 10%                                                             | –                                                               | –                                                               | 3%                                                              | 6                                                               |      |      |       |      |      |
| 6–8 Nov                  | Opinium/The Observer                                                          | 2,001                                                           | 41%                                                             | 29%                                                             | 15%                                                             | 5%                                                              | 1%                                                              | 2%                                                              | 6%                                                              | –                                                               | –                                                               | 0%                                                              | 12                                                              |      |      |       |      |      |
| 6–8 Nov                  | Panelbase                                                                     | 1,046                                                           | 40%                                                             | 30%                                                             | 15%                                                             | 4%                                                              | 0%                                                              | 3%                                                              | 8%                                                              | –                                                               | –                                                               | 0%                                                              | 10                                                              |      |      |       |      |      |
| 5–8 Nov                  | BMG/The Independent                                                           | 1,504                                                           | 37%                                                             | 29%                                                             | 16%                                                             | 2%                                                              | 0%                                                              | 7%                                                              | 9%                                                              | –                                                               | –                                                               | 0%                                                              | 8                                                               |      |      |       |      |      |
| 5–6 Nov                  | YouGov/The Times/Sky                                                          | 1,667                                                           | 36%                                                             | 25%                                                             | 17%                                                             | 4%                                                              | 1%                                                              | 5%                                                              | 11%                                                             | –                                                               | –                                                               | 1%                                                              | 11                                                              |      |      |       |      |      |
| 6 Nov                    |                                                                               | Inicio de la campaña electoral                                  | Inicio de la campaña electoral                                  | Inicio de la campaña electoral                                  | Inicio de la campaña electoral                                  | Inicio de la campaña electoral                                  | Inicio de la campaña electoral                                  | Inicio de la campaña electoral                                  | Inicio de la campaña electoral                                  | Inicio de la campaña electoral                                  | Inicio de la campaña electoral                                  | Inicio de la campaña electoral                                  | Inicio de la campaña electoral                                  |      |      |       |      |      |
| 30 Oct – 5 Nov           | ComRes/Remain United                                                          | 6,097                                                           | 36%                                                             | 29%                                                             | 17%                                                             | 4%                                                              | 1%                                                              | 3%                                                              | 11%                                                             | 0%                                                              | 0%                                                              | 0%                                                              | 7                                                               |      |      |       |      |      |
| 1–4 Nov                  | YouGov/The Times                                                              | 3,284                                                           | 38%                                                             | 25%                                                             | 16%                                                             | 4%                                                              | 1%                                                              | 5%                                                              | 11%                                                             | 0%                                                              | 0%                                                              | 0%                                                              | 13                                                              |      |      |       |      |      |
| 1–4 Nov                  | ICM Research/Reuters                                                          | 2,047                                                           | 38%                                                             | 31%                                                             | 15%                                                             | 3%                                                              | 0%                                                              | 3%                                                              | 9%                                                              | 1%                                                              | 0%                                                              | 1%                                                              | 7                                                               |      |      |       |      |      |
| 31 Oct – 2 Nov           | Deltapoll/The Mail on Sunday                                                  | 1,500                                                           | 40%                                                             | 28%                                                             | 14%                                                             | 3%                                                              | 1%                                                              | 2%                                                              | 11%                                                             | 1%                                                              | 0%                                                              | 0%                                                              | 12                                                              |      |      |       |      |      |
| 30 Oct – 1 Nov           | Opinium/The Observer                                                          | 2,004                                                           | 42%                                                             | 26%                                                             | 16%                                                             | 4%                                                              | 1%                                                              | 2%                                                              | 9%                                                              | 0%                                                              | 0%                                                              | 1%                                                              | 16                                                              |      |      |       |      |      |
| 30 Oct – 1 Nov           | YouGov/The Sunday Times                                                       | 1,834                                                           | 39%                                                             | 27%                                                             | 16%                                                             | 5%                                                              | 1%                                                              | 4%                                                              | 7%                                                              | 0%                                                              | 0%                                                              | 1%                                                              | 12                                                              |      |      |       |      |      |
| 30–31 Oct                | ComRes/Sunday Express                                                         | 2,032                                                           | 36%                                                             | 28%                                                             | 17%                                                             | 4%                                                              | 0%                                                              | 3%                                                              | 10%                                                             | 0%                                                              | 0%                                                              | 1%                                                              | 8                                                               |      |      |       |      |      |
| 30–31 Oct                | ORB/The Sunday Telegraph                                                      | 2,025                                                           | 36%                                                             | 28%                                                             | 14%                                                             | 5%                                                              | 0%                                                              | 4%                                                              | 12%                                                             | 0%                                                              | 0%                                                              | 1%                                                              | 8                                                               |      |      |       |      |      |
| 30–31 Oct                | Panelbase                                                                     | 1,008                                                           | 40%                                                             | 29%                                                             | 14%                                                             | 3%                                                              | 0%                                                              | 3%                                                              | 9%                                                              | 0%                                                              | 0%                                                              | 1%                                                              | 11                                                              |      |      |       |      |      |
| 30 Oct                   |                                                                               | La Casa de los Comunes vota a favor de adelantar las elecciones | La Casa de los Comunes vota a favor de adelantar las elecciones | La Casa de los Comunes vota a favor de adelantar las elecciones | La Casa de los Comunes vota a favor de adelantar las elecciones | La Casa de los Comunes vota a favor de adelantar las elecciones | La Casa de los Comunes vota a favor de adelantar las elecciones | La Casa de los Comunes vota a favor de adelantar las elecciones | La Casa de los Comunes vota a favor de adelantar las elecciones | La Casa de los Comunes vota a favor de adelantar las elecciones | La Casa de los Comunes vota a favor de adelantar las elecciones | La Casa de los Comunes vota a favor de adelantar las elecciones | La Casa de los Comunes vota a favor de adelantar las elecciones |      |      |       |      |      |
| 29–30 Oct                | YouGov/The Times                                                              | 1,750                                                           | 36%                                                             | 21%                                                             | 18%                                                             | 4%                                                              | 1%                                                              | 6%                                                              | 13%                                                             | 0%                                                              | 0%                                                              | 1%                                                              | 15                                                              |      |      |       |      |      |
| 29–30 Oct                | Survation/Daily Mail                                                          | 1,010                                                           | 34%                                                             | 26%                                                             | 19%                                                             | 4%                                                              | 0%                                                              | 1%                                                              | 12%                                                             | 0%                                                              | 0%                                                              | 4%                                                              | 8                                                               |      |      |       |      |      |
| 25–28 Oct                | Ipsos MORI/Evening Standard                                                   | 1,007                                                           | 41%                                                             | 24%                                                             | 20%                                                             | 4%                                                              | 1%                                                              | 3%                                                              | 7%                                                              | 0%                                                              | 0%                                                              | 0%                                                              | 17                                                              |      |      |       |      |      |
| 17–28 Oct                | YouGov                                                                        | 11,590                                                          | 36%                                                             | 22%                                                             | 19%                                                             | 4%                                                              | 1%                                                              | 6%                                                              | 12%                                                             | 0%                                                              | 0%                                                              | 0%                                                              | 14                                                              |      |      |       |      |      |
| 24–25 Oct                | YouGov/The Times                                                              | 1,672                                                           | 36%                                                             | 23%                                                             | 18%                                                             | 4%                                                              | 1%                                                              | 6%                                                              | 12%                                                             | 0%                                                              | 0%                                                              | 0%                                                              | 13                                                              |      |      |       |      |      |
| 23–25 Oct                | Opinium/The Observer                                                          | 2,001                                                           | 40%                                                             | 24%                                                             | 15%                                                             | 5%                                                              | 0%                                                              | 3%                                                              | 10%                                                             | 1%                                                              | 0%                                                              | 1%                                                              | 16                                                              |      |      |       |      |      |
| 20–21 Oct                | YouGov/The Times                                                              | 1,689                                                           | 37%                                                             | 22%                                                             | 19%                                                             | 3%                                                              | 1%                                                              | 7%                                                              | 11%                                                             | 1%                                                              | 0%                                                              | 0%                                                              | 15                                                              |      |      |       |      |      |
| 18–21 Oct                | Deltapoll                                                                     | 2,017                                                           | 37%                                                             | 24%                                                             | 19%                                                             | 4%                                                              | 1%                                                              | 3%                                                              | 11%                                                             | 1%                                                              | 0%                                                              | 0%                                                              | 13                                                              |      |      |       |      |      |
| 17–18 Oct                | Panelbase                                                                     | 1,008                                                           | 36%                                                             | 27%                                                             | 17%                                                             | 4%                                                              | 0%                                                              | 3%                                                              | 11%                                                             | 0%                                                              | 0%                                                              | 0%                                                              | 9                                                               |      |      |       |      |      |
| 17–18 Oct                | Survation/Daily Mail                                                          | 1,025                                                           | 32%                                                             | 24%                                                             | 21%                                                             | 4%                                                              | 1%                                                              | 2%                                                              | 13%                                                             | 0%                                                              | 0%                                                              | 4%                                                              | 8                                                               |      |      |       |      |      |
| 16–17 Oct                | ComRes/Britain Elects                                                         | 2,067                                                           | 33%                                                             | 29%                                                             | 18%                                                             | 4%                                                              | 1%                                                              | 4%                                                              | 12%                                                             | 0%                                                              | 0%                                                              | 0%                                                              | 4                                                               |      |      |       |      |      |
| 15–17 Oct                | Opinium/The Observer                                                          | 2,001                                                           | 37%                                                             | 24%                                                             | 16%                                                             | 4%                                                              | 1%                                                              | 4%                                                              | 12%                                                             | 2%                                                              | 0%                                                              | 1%                                                              | 13                                                              |      |      |       |      |      |
| 14–15 Oct                | YouGov/The Times                                                              | 1,625                                                           | 37%                                                             | 22%                                                             | 18%                                                             | 4%                                                              | 1%                                                              | 5%                                                              | 11%                                                             | 1%                                                              | 0%                                                              | 0%                                                              | 15                                                              |      |      |       |      |      |
| 10–15 Oct                | Kantar                                                                        | 1,184                                                           | 39%                                                             | 25%                                                             | 18%                                                             | 3%                                                              | 1%                                                              | 3%                                                              | 8%                                                              | 1%                                                              | 0%                                                              | 1%                                                              | 14                                                              |      |      |       |      |      |
| 9–11 Oct                 | Panelbase/The Sunday Times                                                    | 2,013                                                           | 33%                                                             | 30%                                                             | 17%                                                             | 4%                                                              | 0%                                                              | 3%                                                              | 12%                                                             | 0%                                                              | 0%                                                              | 0%                                                              | 3                                                               |      |      |       |      |      |
| 9–10 Oct                 | ComRes/Daily Express                                                          | 2,018                                                           | 33%                                                             | 27%                                                             | 18%                                                             | 4%                                                              | 0%                                                              | 4%                                                              | 12%                                                             | 0%                                                              | 0%                                                              | 2%                                                              | 6                                                               |      |      |       |      |      |
| 8–9 Oct                  | YouGov/The Times                                                              | 1,616                                                           | 35%                                                             | 22%                                                             | 20%                                                             | 4%                                                              | 1%                                                              | 6%                                                              | 12%                                                             | 0%                                                              | 1%                                                              | 0%                                                              | 13                                                              |      |      |       |      |      |
| 4–7 Oct                  | ICM Research/Represent Us                                                     | 2,013                                                           | 35%                                                             | 29%                                                             | 16%                                                             | 3%                                                              | 1%                                                              | 4%                                                              | 11%                                                             | 1%                                                              | 0%                                                              | 1%                                                              | 6                                                               |      |      |       |      |      |
| 4–6 Oct                  | ComRes/The Daily Telegraph                                                    | 2,006                                                           | 33%                                                             | 27%                                                             | 19%                                                             | 4%                                                              | 1%                                                              | 3%                                                              | 13%                                                             | 1%                                                              | 0%                                                              | 1%                                                              | 6                                                               |      |      |       |      |      |
| 3–4 Oct                  | Opinium/The Observer                                                          | 2,006                                                           | 38%                                                             | 23%                                                             | 15%                                                             | 5%                                                              | 0%                                                              | 4%                                                              | 12%                                                             | 1%                                                              | 0%                                                              | 0%                                                              | 15                                                              |      |      |       |      |      |
| 1–4 Oct                  | BMG/The Independent                                                           | 1,514                                                           | 31%                                                             | 26%                                                             | 20%                                                             | 3%                                                              | 1%                                                              | 7%                                                              | 11%                                                             | 0%                                                              | 0%                                                              | 0%                                                              | 5                                                               |      |      |       |      |      |
| 30 Sep – 1 Oct           | YouGov/The Times                                                              | 1,623                                                           | 34%                                                             | 21%                                                             | 23%                                                             | 3%                                                              | 1%                                                              | 5%                                                              | 12%                                                             | 0%                                                              | 0%                                                              | 1%                                                              | 11                                                              |      |      |       |      |      |
| 26–27 Sep                | YouGov/The Sunday Times                                                       | 1,623                                                           | 33%                                                             | 22%                                                             | 21%                                                             | 4%                                                              | 1%                                                              | 5%                                                              | 13%                                                             | 0%                                                              | 0%                                                              | 1%                                                              | 11                                                              |      |      |       |      |      |
| 25–27 Sep                | Opinium/The Observer                                                          | 2,007                                                           | 36%                                                             | 24%                                                             | 20%                                                             | 5%                                                              | 1%                                                              | 2%                                                              | 11%                                                             | 0%                                                              | 0%                                                              | 1%                                                              | 12                                                              |      |      |       |      |      |
| 25 Sep                   | Survation/Daily Mail                                                          | 1,011                                                           | 27%                                                             | 24%                                                             | 22%                                                             | 4%                                                              | 0%                                                              | 3%                                                              | 16%                                                             | 0%                                                              | 0%                                                              | 4%                                                              | 3                                                               |      |      |       |      |      |
| 24–25 Sep                | YouGov/The Times                                                              | 1,635                                                           | 33%                                                             | 22%                                                             | 22%                                                             | 3%                                                              | 1%                                                              | 6%                                                              | 14%                                                             | 0%                                                              | 0%                                                              | 0%                                                              | 11                                                              |      |      |       |      |      |
| 19–20 Sep                | YouGov/People's Vote                                                          | 2,006                                                           | 30%                                                             | 23%                                                             | 22%                                                             | 4%                                                              | 0%                                                              | 5%                                                              | 14%                                                             | 0%                                                              | 0%                                                              | 1%                                                              | 7                                                               |      |      |       |      |      |
| 19–20 Sep                | Opinium/The Observer                                                          | 2,004                                                           | 37%                                                             | 22%                                                             | 17%                                                             | 4%                                                              | 1%                                                              | 4%                                                              | 12%                                                             | 2%                                                              | 0%                                                              | 0%                                                              | 15                                                              |      |      |       |      |      |
| 18–19 Sep                | ComRes/Britain Elects                                                         | 2,050                                                           | 29%                                                             | 27%                                                             | 20%                                                             | 4%                                                              | 0%                                                              | 4%                                                              | 13%                                                             | 0%                                                              | 1%                                                              | 0%                                                              | 2                                                               |      |      |       |      |      |
| 17–18 Sep                | YouGov/The Times                                                              | 1,608                                                           | 32%                                                             | 21%                                                             | 23%                                                             | 4%                                                              | 1%                                                              | 4%                                                              | 14%                                                             | 1%                                                              | 0%                                                              | 2%                                                              | 9                                                               |      |      |       |      |      |
| 13–16 Sep                | Ipsos MORI/Evening Standard                                                   | 1,006                                                           | 33%                                                             | 24%                                                             | 23%                                                             | 4%                                                              | 4%                                                              | 4%                                                              | 10%                                                             | 0%                                                              | 0%                                                              | 1%                                                              | 9                                                               |      |      |       |      |      |
| 11–13 Sep                | Opinium/The Observer                                                          | 2,002                                                           | 37%                                                             | 25%                                                             | 16%                                                             | 4%                                                              | 1%                                                              | 2%                                                              | 13%                                                             | 1%                                                              | 0%                                                              | 0%                                                              | 12                                                              |      |      |       |      |      |
| 11–12 Sep                | ComRes/Sunday Express                                                         | 2,057                                                           | 28%                                                             | 27%                                                             | 20%                                                             | 4%                                                              | 1%                                                              | 5%                                                              | 13%                                                             | 1%                                                              | 1%                                                              | 0%                                                              | 1                                                               |      |      |       |      |      |
| 9–10 Sep                 | YouGov/The Times                                                              | 1,676                                                           | 32%                                                             | 23%                                                             | 19%                                                             | 4%                                                              | 0%                                                              | 7%                                                              | 14%                                                             | 0%                                                              | 0%                                                              | 1%                                                              | 9                                                               |      |      |       |      |      |
| 5–9 Sep                  | Kantar                                                                        | 1,144                                                           | 38%                                                             | 24%                                                             | 20%                                                             | 4%                                                              | 1%                                                              | 3%                                                              | 7%                                                              | 1%                                                              | 1%                                                              | 1%                                                              | 14                                                              |      |      |       |      |      |
| 6–8 Sep                  | ComRes/The Daily Telegraph                                                    | 2,016                                                           | 30%                                                             | 29%                                                             | 17%                                                             | 3%                                                              | 1%                                                              | 4%                                                              | 13%                                                             | 1%                                                              | 0%                                                              | 2%                                                              | 1                                                               |      |      |       |      |      |
| 5–7 Sep                  | Deltapoll/The Sun on Sunday                                                   | 2,049                                                           | 31%                                                             | 28%                                                             | 17%                                                             | 5%                                                              | 1%                                                              | 4%                                                              | 13%                                                             | 1%                                                              | 0%                                                              | 0%                                                              | 3                                                               |      |      |       |      |      |
| 5–6 Sep                  | YouGov/The Sunday Times                                                       | 1,676                                                           | 35%                                                             | 21%                                                             | 19%                                                             | 4%                                                              | 0%                                                              | 7%                                                              | 12%                                                             | 1%                                                              | 0%                                                              | 1%                                                              | 14                                                              |      |      |       |      |      |
| 5–6 Sep                  | Panelbase                                                                     | 1,013                                                           | 31%                                                             | 28%                                                             | 19%                                                             | 3%                                                              | 0%                                                              | 2%                                                              | 15%                                                             | 0%                                                              | 0%                                                              | 0%                                                              | 3                                                               |      |      |       |      |      |
| 5–6 Sep                  | Survation/Daily Mail                                                          | 1,006                                                           | 29%                                                             | 24%                                                             | 18%                                                             | 4%                                                              | 1%                                                              | 3%                                                              | 17%                                                             | 0%                                                              | 0%                                                              | 5%                                                              | 5                                                               |      |      |       |      |      |
| 4–6 Sep                  | ComRes/Britain Elects                                                         | 2,009                                                           | 31%                                                             | 27%                                                             | 20%                                                             | 3%                                                              | 1%                                                              | 3%                                                              | 13%                                                             | 1%                                                              | 0%                                                              | 1%                                                              | 4                                                               |      |      |       |      |      |
| 4–6 Sep                  | Opinium/The Observer                                                          | 2,009                                                           | 35%                                                             | 25%                                                             | 17%                                                             | 5%                                                              | 0%                                                              | 3%                                                              | 13%                                                             | 1%                                                              | 0%                                                              | 1%                                                              | 10                                                              |      |      |       |      |      |
| 3–6 Sep                  | BMG/The Independent                                                           | 1,504                                                           | 31%                                                             | 27%                                                             | 19%                                                             | 3%                                                              | 0%                                                              | 6%                                                              | 13%                                                             | 1%                                                              | 0%                                                              | 0%                                                              | 4                                                               |      |      |       |      |      |
| 3–4 Sep                  | Hanbury Strategy                                                              | 995                                                             | 33%                                                             | 26%                                                             | 17%                                                             | 4%                                                              | 1%                                                              | 3%                                                              | 14%                                                             | 0%                                                              | 0%                                                              | 2%                                                              | 7                                                               |      |      |       |      |      |
| 2–3 Sep                  | YouGov/The Times                                                              | 1,639                                                           | 35%                                                             | 25%                                                             | 16%                                                             | 4%                                                              | 1%                                                              | 7%                                                              | 11%                                                             | 1%                                                              | 0%                                                              | 0%                                                              | 10                                                              |      |      |       |      |      |
| 30 Ago – 3 Sep           | ICM Research/Represent Us                                                     | 2,041                                                           | 37%                                                             | 30%                                                             | 16%                                                             | 3%                                                              | 1%                                                              | 4%                                                              | 9%                                                              | 1%                                                              | 0%                                                              | 1%                                                              | 7                                                               |      |      |       |      |      |
| 29–31 Ago                | Deltapoll/The Mail on Sunday                                                  | 2,028                                                           | 35%                                                             | 24%                                                             | 18%                                                             | 4%                                                              | 1%                                                              | 4%                                                              | 14%                                                             | 0%                                                              | 1%                                                              | 0%                                                              | 11                                                              |      |      |       |      |      |
| 29–30 Ago                | Survation/Daily Mail                                                          | 1,020                                                           | 31%                                                             | 24%                                                             | 21%                                                             | 4%                                                              | 1%                                                              | 3%                                                              | 14%                                                             | 0%                                                              | 0%                                                              | 3%                                                              | 7                                                               |      |      |       |      |      |
| 28–29 Ago                | YouGov                                                                        | 1,867                                                           | 33%                                                             | 22%                                                             | 21%                                                             | 4%                                                              | 1%                                                              | 7%                                                              | 12%                                                             | 0%                                                              | 0%                                                              | 1%                                                              | 11                                                              |      |      |       |      |      |
| 27–28 Ago                | YouGov/The Times                                                              | 2,006                                                           | 34%                                                             | 22%                                                             | 17%                                                             | 4%                                                              | 1%                                                              | 8%                                                              | 13%                                                             | 1%                                                              | 0%                                                              | 1%                                                              | 12                                                              |      |      |       |      |      |
| 22–23 Ago                | YouGov/The Sunday Times                                                       | 2,019                                                           | 33%                                                             | 21%                                                             | 19%                                                             | 4%                                                              | 1%                                                              | 7%                                                              | 14%                                                             | 0%                                                              | 0%                                                              | 1%                                                              | 12                                                              |      |      |       |      |      |
| 21–23 Ago                | Opinium/The Observer                                                          | 2,005                                                           | 32%                                                             | 26%                                                             | 15%                                                             | 5%                                                              | 1%                                                              | 4%                                                              | 16%                                                             | 1%                                                              | 0%                                                              | 1%                                                              | 6                                                               |      |      |       |      |      |
| 20–21 Ago                | YouGov/The Times                                                              | 1,687                                                           | 32%                                                             | 22%                                                             | 20%                                                             | 4%                                                              | 1%                                                              | 7%                                                              | 12%                                                             | 0%                                                              | 0%                                                              | 2%                                                              | 10                                                              |      |      |       |      |      |
| 15–19 Ago                | Kantar                                                                        | 1,133                                                           | 42%                                                             | 28%                                                             | 15%                                                             | 5%                                                              | 0%                                                              | 3%                                                              | 5%                                                              | 0%                                                              | 1%                                                              | 1%                                                              | 14                                                              |      |      |       |      |      |
| 13–14 Ago                | YouGov/The Times                                                              | 1,625                                                           | 30%                                                             | 21%                                                             | 20%                                                             | 4%                                                              | 1%                                                              | 8%                                                              | 14%                                                             | 1%                                                              | 0%                                                              | 2%                                                              | 9                                                               |      |      |       |      |      |
| 7–12 Ago                 | BMG/The Independent                                                           | 1,515                                                           | 31%                                                             | 25%                                                             | 19%                                                             | 3%                                                              | 1%                                                              | 6%                                                              | 12%                                                             | 1%                                                              | 0%                                                              | 2%                                                              | 6                                                               |      |      |       |      |      |
| 9–11 Ago                 | ComRes/The Daily Telegraph                                                    | 2,011                                                           | 31%                                                             | 27%                                                             | 16%                                                             | 3%                                                              | 0%                                                              | 4%                                                              | 16%                                                             | 1%                                                              | 0%                                                              | 2%                                                              | 4                                                               |      |      |       |      |      |
| 6–11 Ago                 | Survation                                                                     | 2,040                                                           | 28%                                                             | 24%                                                             | 21%                                                             | 4%                                                              | 0%                                                              | 3%                                                              | 15%                                                             | 0%                                                              | 0%                                                              | 4%                                                              | 4                                                               |      |      |       |      |      |
| 8–9 Ago                  | Opinium/The Observer                                                          | 2,003                                                           | 31%                                                             | 28%                                                             | 13%                                                             | 4%                                                              | 1%                                                              | 5%                                                              | 16%                                                             | 1%                                                              | 0%                                                              | 0%                                                              | 3                                                               |      |      |       |      |      |
| 5–6 Aug                  | YouGov/The Times                                                              | 1,628                                                           | 31%                                                             | 22%                                                             | 21%                                                             | 4%                                                              | 0%                                                              | 7%                                                              | 14%                                                             | 0%                                                              | 0%                                                              | 1%                                                              | 9                                                               |      |      |       |      |      |
| 29–30 Jul                | YouGov/The Times                                                              | 2,066                                                           | 32%                                                             | 22%                                                             | 19%                                                             | 4%                                                              | 1%                                                              | 8%                                                              | 13%                                                             | 0%                                                              | 0%                                                              | 1%                                                              | 10                                                              |      |      |       |      |      |
| 26–30 Jul                | Ipsos MORI                                                                    | 1,007                                                           | 34%                                                             | 24%                                                             | 20%                                                             | 4%                                                              | 1%                                                              | 6%                                                              | 9%                                                              | 1%                                                              | 0%                                                              | 1%                                                              | 10                                                              |      |      |       |      |      |
| 26–28 Jul                | ComRes/Britain Elects                                                         | 2,004                                                           | 29%                                                             | 30%                                                             | 16%                                                             | 3%                                                              | 1%                                                              | 5%                                                              | 15%                                                             | 1%                                                              | 0%                                                              | 2%                                                              | 1                                                               |      |      |       |      |      |
| 25–27 Jul                | Deltapoll/The Mail on Sunday                                                  | 2,001                                                           | 30%                                                             | 25%                                                             | 18%                                                             | 4%                                                              | 1%                                                              | 4%                                                              | 14%                                                             | 1%                                                              | 2%                                                              | 1%                                                              | 5                                                               |      |      |       |      |      |
| 25–26 Jul                | YouGov/The Sunday Times                                                       | 1,697                                                           | 31%                                                             | 21%                                                             | 20%                                                             | 5%                                                              | 1%                                                              | 8%                                                              | 13%                                                             | 0%                                                              | 0%                                                              | 1%                                                              | 10                                                              |      |      |       |      |      |
| 24–26 Jul                | Opinium/The Observer                                                          | 2,006                                                           | 30%                                                             | 28%                                                             | 16%                                                             | 5%                                                              | 1%                                                              | 5%                                                              | 15%                                                             | 1%                                                              | 0%                                                              | 1%                                                              | 2                                                               |      |      |       |      |      |
| 24–25 Jul                | ComRes/Sunday Express                                                         | 2,029                                                           | 28%                                                             | 27%                                                             | 19%                                                             | 3%                                                              | 1%                                                              | 4%                                                              | 16%                                                             | 1%                                                              | 0%                                                              | 0%                                                              | 1                                                               |      |      |       |      |      |
| 23–24 Jul                | YouGov/The Times                                                              | 1,715                                                           | 25%                                                             | 19%                                                             | 23%                                                             | 4%                                                              | 1%                                                              | 9%                                                              | 17%                                                             | 1%                                                              | 0%                                                              | 1%                                                              | 2                                                               |      |      |       |      |      |
| 23 Jul                   |                                                                               | Boris Johnson se convierte en líder del Partido Conservador     | Boris Johnson se convierte en líder del Partido Conservador     | Boris Johnson se convierte en líder del Partido Conservador     | Boris Johnson se convierte en líder del Partido Conservador     | Boris Johnson se convierte en líder del Partido Conservador     | Boris Johnson se convierte en líder del Partido Conservador     | Boris Johnson se convierte en líder del Partido Conservador     | Boris Johnson se convierte en líder del Partido Conservador     | Boris Johnson se convierte en líder del Partido Conservador     | Boris Johnson se convierte en líder del Partido Conservador     | Boris Johnson se convierte en líder del Partido Conservador     | Boris Johnson se convierte en líder del Partido Conservador     |      |      |       |      |      |
| 22 Jul                   |                                                                               | Jo Swinson se convierta en la líder de los Liberal Demócratas   | Jo Swinson se convierta en la líder de los Liberal Demócratas   | Jo Swinson se convierta en la líder de los Liberal Demócratas   | Jo Swinson se convierta en la líder de los Liberal Demócratas   | Jo Swinson se convierta en la líder de los Liberal Demócratas   | Jo Swinson se convierta en la líder de los Liberal Demócratas   | Jo Swinson se convierta en la líder de los Liberal Demócratas   | Jo Swinson se convierta en la líder de los Liberal Demócratas   | Jo Swinson se convierta en la líder de los Liberal Demócratas   | Jo Swinson se convierta en la líder de los Liberal Demócratas   | Jo Swinson se convierta en la líder de los Liberal Demócratas   | Jo Swinson se convierta en la líder de los Liberal Demócratas   |      |      |       |      |      |
| 16–17 Jul                | YouGov/The Times                                                              | 1,749                                                           | 25%                                                             | 21%                                                             | 20%                                                             | 4%                                                              | 1%                                                              | 8%                                                              | 19%                                                             | 0%                                                              | 0%                                                              | 1%                                                              | 4                                                               |      |      |       |      |      |
| 15–16 Jul                | ComRes/Britain Elects                                                         | 2,038                                                           | 25%                                                             | 28%                                                             | 17%                                                             | 4%                                                              | 0%                                                              | 5%                                                              | 19%                                                             | 1%                                                              | 1%                                                              | 1%                                                              | 3                                                               |      |      |       |      |      |
| 10–11 Jul                | ComRes/Sunday Express                                                         | 1,791                                                           | 24%                                                             | 28%                                                             | 15%                                                             | 3%                                                              | 1%                                                              | 5%                                                              | 20%                                                             | 1%                                                              | 1%                                                              | 2%                                                              | 4                                                               |      |      |       |      |      |
| 10–11 Jul                | Survation                                                                     | 1,012                                                           | 23%                                                             | 29%                                                             | 19%                                                             | 4%                                                              | 1%                                                              | 3%                                                              | 20%                                                             | –                                                               | –                                                               | 1%                                                              | 6                                                               |      |      |       |      |      |
| 9–10 Jul                 | YouGov/The Times                                                              | 1,671                                                           | 24%                                                             | 20%                                                             | 19%                                                             | 5%                                                              | 1%                                                              | 9%                                                              | 21%                                                             | 0%                                                              | 0%                                                              | 1%                                                              | 3                                                               |      |      |       |      |      |
| 5–7 Jul                  | ComRes/The Daily Telegraph                                                    | 2,010                                                           | 25%                                                             | 28%                                                             | 16%                                                             | 3%                                                              | 0%                                                              | 5%                                                              | 19%                                                             | 1%                                                              | 0%                                                              | 1%                                                              | 3                                                               |      |      |       |      |      |
| 3–5 Jul                  | Opinium/The Observer                                                          | 2,002                                                           | 23%                                                             | 25%                                                             | 15%                                                             | 5%                                                              | 1%                                                              | 8%                                                              | 22%                                                             | 1%                                                              | 1%                                                              | 0%                                                              | 2                                                               |      |      |       |      |      |
| 2–5 Jul                  | BMG/The Independent                                                           | 1,532                                                           | 28%                                                             | 27%                                                             | 18%                                                             | 2%                                                              | 1%                                                              | 6%                                                              | 14%                                                             | 2%                                                              | 1%                                                              | 0%                                                              | 1                                                               |      |      |       |      |      |
| 2–3 Jul                  | YouGov/The Times                                                              | 1,605                                                           | 24%                                                             | 18%                                                             | 20%                                                             | 4%                                                              | 1%                                                              | 9%                                                              | 23%                                                             | 0%                                                              | 0%                                                              | 1%                                                              | 1                                                               |      |      |       |      |      |
| 24–25 Jun                | YouGov/The Times                                                              | 2,059                                                           | 22%                                                             | 20%                                                             | 19%                                                             | 4%                                                              | 1%                                                              | 10%                                                             | 22%                                                             | 1%                                                              | 0%                                                              | 1%                                                              | -                                                               |      |      |       |      |      |
| 21–25 Jun                | Ipsos MORI                                                                    | 1,043                                                           | 26%                                                             | 24%                                                             | 22%                                                             | 4%                                                              | 1%                                                              | 8%                                                              | 12%                                                             | 1%                                                              | 0%                                                              | 0%                                                              | 2                                                               |      |      |       |      |      |
| 19–20 Jun                | Opinium/The Observer                                                          | 2,009                                                           | 20%                                                             | 26%                                                             | 16%                                                             | 4%                                                              | 1%                                                              | 6%                                                              | 23%                                                             | 2%                                                              | 1%                                                              | 1%                                                              | 3                                                               |      |      |       |      |      |
| 19–20 Jun                | Survation/The Mail on Sunday                                                  | 2,016                                                           | 24%                                                             | 26%                                                             | 18%                                                             | 3%                                                              | 1%                                                              | 6%                                                              | 20%                                                             | 1%                                                              | 1%                                                              | 1%                                                              | 2                                                               |      |      |       |      |      |
| 18–19 Jun                | YouGov/The Times                                                              | 1,641                                                           | 20%                                                             | 20%                                                             | 21%                                                             | 4%                                                              | 1%                                                              | 9%                                                              | 23%                                                             | 1%                                                              | 0%                                                              | 0%                                                              | 2                                                               |      |      |       |      |      |
| 13–14 Jun                | YouGov/The Sunday Times                                                       | 1,672                                                           | 21%                                                             | 21%                                                             | 19%                                                             | 3%                                                              | 1%                                                              | 9%                                                              | 24%                                                             | 0%                                                              | 0%                                                              | 1%                                                              | 3                                                               |      |      |       |      |      |
| 9–10 Jun                 | YouGov/The Times                                                              | 1,702                                                           | 17%                                                             | 19%                                                             | 22%                                                             | 4%                                                              | 1%                                                              | 8%                                                              | 26%                                                             | 0%                                                              | 1%                                                              | 1%                                                              | 4                                                               |      |      |       |      |      |
| 7–9 Jun                  | ComRes/The Daily Telegraph                                                    | 2,017                                                           | 23%                                                             | 27%                                                             | 17%                                                             | 3%                                                              | 1%                                                              | 5%                                                              | 22%                                                             | 1%                                                              | 1%                                                              | 1%                                                              | 4                                                               |      |      |       |      |      |
| 4–7 Jun                  | BMG/The Independent                                                           | 1,520                                                           | 26%                                                             | 27%                                                             | 17%                                                             | 3%                                                              | 1%                                                              | 6%                                                              | 18%                                                             | 1%                                                              | 1%                                                              | 1%                                                              | 1                                                               |      |      |       |      |      |
| 5–6 Jun                  | YouGov/The Times                                                              | 1,670                                                           | 18%                                                             | 20%                                                             | 20%                                                             | 5%                                                              | 0%                                                              | 9%                                                              | 26%                                                             | 1%                                                              | 0%                                                              | 0%                                                              | 6                                                               |      |      |       |      |      |
| 4–5 Jun                  | YouGov                                                                        | 1,663                                                           | 18%                                                             | 19%                                                             | 22%                                                             | 4%                                                              | 0%                                                              | 9%                                                              | 25%                                                             | 0%                                                              | –                                                               | 3%                                                              | 3                                                               |      |      |       |      |      |
| 31 May – 1 Jun           | YouGov                                                                        | 1,644                                                           | 18%                                                             | 19%                                                             | 23%                                                             | 5%                                                              | 0%                                                              | 10%                                                             | 23%                                                             | –                                                               | –                                                               | 2%                                                              | -                                                               |      |      |       |      |      |
| 29–30 May                | Deltapoll/The Mail on Sunday                                                  | 2,449                                                           | 20%                                                             | 26%                                                             | 16%                                                             | 4%                                                              | 1%                                                              | 5%                                                              | 24%                                                             | 1%                                                              | 4%                                                              | 1%                                                              | 2                                                               |      |      |       |      |      |
| 28–30 May                | Opinium/The Observer                                                          | 2,005                                                           | 17%                                                             | 22%                                                             | 16%                                                             | 4%                                                              | 1%                                                              | 11%                                                             | 26%                                                             | 1%                                                              | 1%                                                              | 1%                                                              | 4                                                               |      |      |       |      |      |
| 28–29 May                | YouGov/The Times                                                              | 1,763                                                           | 19%                                                             | 19%                                                             | 24%                                                             | 6%                                                              | 6%                                                              | 8%                                                              | 22%                                                             | 1%                                                              | 1%                                                              | 0%                                                              | 2                                                               |      |      |       |      |      |
| 24 May                   | Theresa May presenta su renuncia                                              | Theresa May presenta su renuncia                                | Theresa May presenta su renuncia                                | Theresa May presenta su renuncia                                | Theresa May presenta su renuncia                                | Theresa May presenta su renuncia                                | Theresa May presenta su renuncia                                | Theresa May presenta su renuncia                                | Theresa May presenta su renuncia                                | Theresa May presenta su renuncia                                | Theresa May presenta su renuncia                                | Theresa May presenta su renuncia                                | Theresa May presenta su renuncia                                |      |      |       |      |      |
| 23 May                   | Elecciones al Parlamento Europeo de 2019                                      | Elecciones al Parlamento Europeo de 2019                        | Elecciones al Parlamento Europeo de 2019                        | Elecciones al Parlamento Europeo de 2019                        | Elecciones al Parlamento Europeo de 2019                        | Elecciones al Parlamento Europeo de 2019                        | Elecciones al Parlamento Europeo de 2019                        | Elecciones al Parlamento Europeo de 2019                        | Elecciones al Parlamento Europeo de 2019                        | Elecciones al Parlamento Europeo de 2019                        | Elecciones al Parlamento Europeo de 2019                        | Elecciones al Parlamento Europeo de 2019                        | Elecciones al Parlamento Europeo de 2019                        |      |      |       |      |      |
| 22 May                   | Survation/Daily Mail                                                          | 2,029                                                           | 28%                                                             | 33%                                                             | 13%                                                             | 3%                                                              | 0%                                                              | 3%                                                              | 12%                                                             | 3%                                                              | 2%                                                              | 3%                                                              | 5                                                               |      |      |       |      |      |
| 18–21 May                | Number Cruncher Politics                                                      | 1,005                                                           | 27%                                                             | 31%                                                             | 15%                                                             | 5%                                                              | 1%                                                              | 4%                                                              | 14%                                                             | 1%                                                              | 2%                                                              | 0%                                                              | 4                                                               |      |      |       |      |      |
| 14–21 May                | Panelbase/The Sunday Times                                                    | 2,033                                                           | 21%                                                             | 31%                                                             | 13%                                                             | 4%                                                              | 0%                                                              | 5%                                                              | 19%                                                             | 3%                                                              | 4%                                                              | 0%                                                              | 10                                                              |      |      |       |      |      |
| 17–20 May                | Opinium                                                                       | 2,005                                                           | 22%                                                             | 26%                                                             | 12%                                                             | 4%                                                              | 1%                                                              | 4%                                                              | 25%                                                             | 2%                                                              | 2%                                                              | 0%                                                              | 1                                                               |      |      |       |      |      |
| 17 May                   | Survation/Daily Mail                                                          | 1,000                                                           | 27%                                                             | 32%                                                             | 13%                                                             | 5%                                                              | 0%                                                              | 3%                                                              | 13%                                                             | 2%                                                              | 2%                                                              | 4%                                                              | 5                                                               |      |      |       |      |      |
| 8–17 May                 | YouGov/Best for Britain/Hope Not Hate                                         | 9,260                                                           | 24%                                                             | 24%                                                             | 18%                                                             | 4%                                                              | 1%                                                              | 6%                                                              | 18%                                                             | 2%                                                              | 2%                                                              | 1%                                                              | -                                                               |      |      |       |      |      |
| 14–16 May                | Opinium/The Observer                                                          | 2,009                                                           | 22%                                                             | 29%                                                             | 11%                                                             | 4%                                                              | 0%                                                              | 3%                                                              | 24%                                                             | 2%                                                              | 3%                                                              | 1%                                                              | 5                                                               |      |      |       |      |      |
| 13–14 May                | YouGov/The Times                                                              | 1,655                                                           | 25%                                                             | 25%                                                             | 16%                                                             | 5%                                                              | 5%                                                              | 7%                                                              | 18%                                                             | 2%                                                              | 2%                                                              | 1%                                                              | -                                                               |      |      |       |      |      |
| 10–14 May                | Ipsos MORI                                                                    | 1,072                                                           | 25%                                                             | 27%                                                             | 15%                                                             | 4%                                                              | 1%                                                              | 7%                                                              | 16%                                                             | 3%                                                              | 2%                                                              | 1%                                                              | 2                                                               |      |      |       |      |      |
| 9–13 May                 | Hanbury Strategy/Politico                                                     | 2,000                                                           | 21%                                                             | 30%                                                             | 13%                                                             | 4%                                                              | –                                                               | 5%                                                              | 19%                                                             | 2%                                                              | 6%                                                              | 1%                                                              | 9                                                               |      |      |       |      |      |
| 9–13 May                 | Kantar                                                                        | 1,152                                                           | 25%                                                             | 34%                                                             | 15%                                                             | 5%                                                              | 2%                                                              | 3%                                                              | 10%                                                             | 4%                                                              | 1%                                                              | 2%                                                              | 9                                                               |      |      |       |      |      |
| 10–12 May                | ComRes/The Daily Telegraph                                                    | 2,028                                                           | 20%                                                             | 27%                                                             | 13%                                                             | 3%                                                              | 0%                                                              | 4%                                                              | 20%                                                             | 4%                                                              | 6%                                                              | 1%                                                              | 7                                                               |      |      |       |      |      |
| 8–10 May                 | Opinium/The Observer                                                          | 2,004                                                           | 22%                                                             | 28%                                                             | 11%                                                             | 4%                                                              | 0%                                                              | 6%                                                              | 21%                                                             | 4%                                                              | 4%                                                              | 0%                                                              | 6                                                               |      |      |       |      |      |
| 7–10 May                 | BMG/The Independent                                                           | 1,541                                                           | 27%                                                             | 30%                                                             | 18%                                                             | 2%                                                              | 0%                                                              | 6%                                                              | 10%                                                             | 3%                                                              | 3%                                                              | 1%                                                              | 3                                                               |      |      |       |      |      |
| 9 May                    | ComRes/Brexit Express                                                         | 2,034                                                           | 19%                                                             | 27%                                                             | 14%                                                             | 3%                                                              | 1%                                                              | 5%                                                              | 20%                                                             | 3%                                                              | 7%                                                              | 1%                                                              | 8                                                               |      |      |       |      |      |
| 8–9 May                  | YouGov/The Times                                                              | 2,212                                                           | 24%                                                             | 24%                                                             | 16%                                                             | 5%                                                              | 5%                                                              | 7%                                                              | 18%                                                             | 2%                                                              | 2%                                                              | 1%                                                              | -                                                               |      |      |       |      |      |
| 3–7 May                  | Opinium/People's Vote                                                         | 2,000                                                           | 25%                                                             | 30%                                                             | 11%                                                             | 3%                                                              | 1%                                                              | 5%                                                              | 17%                                                             | 4%                                                              | 2%                                                              | 1%                                                              | 5                                                               |      |      |       |      |      |
| 29–30 Abr                | YouGov                                                                        | 1,630                                                           | 29%                                                             | 29%                                                             | 13%                                                             | 4%                                                              | 4%                                                              | 5%                                                              | 15%                                                             | 2%                                                              | 3%                                                              | 1%                                                              | -                                                               |      |      |       |      |      |
| 23–24 Abr                | YouGov/The Times                                                              | 1,787                                                           | 27%                                                             | 30%                                                             | 11%                                                             | 5%                                                              | 5%                                                              | 5%                                                              | 14%                                                             | 4%                                                              | 3%                                                              | 1%                                                              | 3                                                               |      |      |       |      |      |
| 18–24 Abr                | Panelbase/The Sunday Times                                                    | 2,030                                                           | 27%                                                             | 36%                                                             | 8%                                                              | 4%                                                              | –                                                               | 3%                                                              | 13%                                                             | 5%                                                              | 4%                                                              | 1%                                                              | 9                                                               |      |      |       |      |      |
| 21–23 Abr                | Opinium/The Observer                                                          | 2,004                                                           | 26%                                                             | 33%                                                             | 6%                                                              | 5%                                                              | 1%                                                              | 4%                                                              | 17%                                                             | 4%                                                              | 4%                                                              | 1%                                                              | 7                                                               |      |      |       |      |      |
| 16–17 Apr                | ORB/The Daily Telegraph                                                       | 1,546                                                           | 26%                                                             | 29%                                                             | 8%                                                              | 4%                                                              | 1%                                                              | 4%                                                              | 14%                                                             | 5%                                                              | 5%                                                              | 4%                                                              | 3                                                               |      |      |       |      |      |
| 16–17 Abr                | YouGov/The Times                                                              | 1,755                                                           | 29%                                                             | 30%                                                             | 10%                                                             | 5%                                                              | 5%                                                              | 5%                                                              | 12%                                                             | 4%                                                              | 3%                                                              | 2%                                                              | 1                                                               |      |      |       |      |      |
| 16 Abr                   | ComRes/Brexit Express                                                         | 1,061                                                           | 23%                                                             | 33%                                                             | 7%                                                              | 3%                                                              | 1%                                                              | 3%                                                              | 14%                                                             | 5%                                                              | 9%                                                              | 1%                                                              | 10                                                              |      |      |       |      |      |
| 9–12 Abr                 | Opinium/The Observer                                                          | 2,007                                                           | 29%                                                             | 36%                                                             | 8%                                                              | 5%                                                              | 1%                                                              | 4%                                                              | –                                                               | 11%                                                             | –                                                               | 6%                                                              | 7                                                               |      |      |       |      |      |
| 10–11 Abr                | YouGov/The Times                                                              | 1,843                                                           | 28%                                                             | 32%                                                             | 11%                                                             | 5%                                                              | 5%                                                              | 5%                                                              | 8%                                                              | 6%                                                              | 3%                                                              | 2%                                                              | 4                                                               |      |      |       |      |      |
| 5–8 Abr                  | Hanbury Strategy/Open Europe (enlace roto disponible en este archivo).        | 2,000                                                           | 31%                                                             | 40%                                                             | 8%                                                              | 4%                                                              | 1%                                                              | 5%                                                              | –                                                               | 8%                                                              | –                                                               | 4%                                                              | 9                                                               |      |      |       |      |      |
| 4–8 Abr                  | Kantar (enlace roto disponible en este archivo).                              | 1,172                                                           | 32%                                                             | 35%                                                             | 11%                                                             | 5%                                                              | 1%                                                              | 4%                                                              | –                                                               | 7%                                                              | –                                                               | 6%                                                              | 3                                                               |      |      |       |      |      |
| 3–8 Abr                  | Survation                                                                     | 6,062                                                           | 37%                                                             | 41%                                                             | 10%                                                             | –                                                               | 1%                                                              | 2%                                                              | –                                                               | 7%                                                              | 1%                                                              | 2%                                                              | 4                                                               |      |      |       |      |      |
| 5–7 Abr                  | ComRes/The Daily Telegraph (enlace roto disponible en este archivo).          | 2,018                                                           | 32%                                                             | 32%                                                             | 7%                                                              | 3%                                                              | 0%                                                              | 3%                                                              | –                                                               | 9%                                                              | 9%                                                              | 3%                                                              | -                                                               |      |      |       |      |      |
| 2–5 Abr                  | BMG/The Independent                                                           | 1,500                                                           | 29%                                                             | 31%                                                             | 8%                                                              | 3%                                                              | 1%                                                              | 4%                                                              | 6%                                                              | 7%                                                              | 8%                                                              | 1%                                                              | 2                                                               |      |      |       |      |      |
| 2–5 Abr                  | BMG/The Independent                                                           | 1,500                                                           | 35%                                                             | 34%                                                             | 11%                                                             | 4%                                                              | 1%                                                              | 5%                                                              | –                                                               | 6%                                                              | –                                                               | 3%                                                              | 1                                                               |      |      |       |      |      |
| 2–3 Abr                  | YouGov/The Times                                                              | 1,771                                                           | 32%                                                             | 31%                                                             | 12%                                                             | 6%                                                              | 6%                                                              | 4%                                                              | 5%                                                              | 7%                                                              | –                                                               | 3%                                                              | 1                                                               |      |      |       |      |      |
| 28–30 Mar                | Deltapoll/The Mail on Sunday                                                  | 1,010                                                           | 32%                                                             | 35%                                                             | 7%                                                              | 2%                                                              | 1%                                                              | 2%                                                              | 6%                                                              | 6%                                                              | 9%                                                              | 1%                                                              | 3                                                               |      |      |       |      |      |
| 28–30 Mar                | Deltapoll/The Mail on Sunday                                                  | 1,010                                                           | 36%                                                             | 41%                                                             | 7%                                                              | 3%                                                              | 1%                                                              | 3%                                                              | –                                                               | 7%                                                              | –                                                               | 3%                                                              | 5                                                               |      |      |       |      |      |
| 28–29 Mar                | Opinium/The Observer (enlace roto disponible en este archivo).                | 2,008                                                           | 35%                                                             | 35%                                                             | 9%                                                              | 4%                                                              | 0%                                                              | 5%                                                              | –                                                               | 9%                                                              | –                                                               | 3%                                                              | -                                                               |      |      |       |      |      |
| 24–25 Mar                | YouGov/The Times                                                              | 2,110                                                           | 36%                                                             | 33%                                                             | 11%                                                             | 5%                                                              | 5%                                                              | 4%                                                              | 5%                                                              | 4%                                                              | –                                                               | 2%                                                              | 3                                                               |      |      |       |      |      |
| 22–24 Mar                | ComRes/Leave Means Leave (enlace roto disponible en este archivo).            | 2,030                                                           | 33%                                                             | 33%                                                             | 8%                                                              | 3%                                                              | 1%                                                              | 3%                                                              | –                                                               | 7%                                                              | 9%                                                              | 3%                                                              | -                                                               |      |      |       |      |      |
| 20–22 Mar                | Opinium/The Observer (enlace roto disponible en este archivo).                | 2,002                                                           | 36%                                                             | 35%                                                             | 7%                                                              | 5%                                                              | 1%                                                              | 4%                                                              | –                                                               | 9%                                                              | –                                                               | 3%                                                              | 1                                                               |      |      |       |      |      |
| 20–21 Mar                | ComRes/Daily Express (enlace roto disponible en este archivo).                | 2,063                                                           | 34%                                                             | 35%                                                             | 8%                                                              | 3%                                                              | 1%                                                              | 4%                                                              | –                                                               | 7%                                                              | 6%                                                              | 3%                                                              | 1%                                                              |      |      |       |      |      |
| 15–19 Mar                | Ipsos MORI                                                                    | 1,050                                                           | 38%                                                             | 34%                                                             | 8%                                                              | 5%                                                              | 1%                                                              | 4%                                                              | 1%                                                              | 7%                                                              | 2%                                                              | 0%                                                              | 4                                                               |      |      |       |      |      |
| 15–17 Mar                | ComRes/The Daily Telegraph (enlace roto disponible en este archivo).          | 2,033                                                           | 34%                                                             | 35%                                                             | 8%                                                              | 3%                                                              | 1%                                                              | 3%                                                              | –                                                               | 6%                                                              | 7%                                                              | 3%                                                              | 1                                                               |      |      |       |      |      |
| 15 Mar                   | Survation/Daily Mail                                                          | 1,007                                                           | 35%                                                             | 39%                                                             | 10%                                                             | 3%                                                              | 0%                                                              | –                                                               | –                                                               | –                                                               | –                                                               | 12%                                                             | 4                                                               |      |      |       |      |      |
| 14–15 Mar                | YouGov/People's Vote                                                          | 1,823                                                           | 35%                                                             | 33%                                                             | 11%                                                             | –                                                               | –                                                               | –                                                               | –                                                               | –                                                               | –                                                               | 21%                                                             | 2                                                               |      |      |       |      |      |
| 14–15 Mar                | YouGov/The Times                                                              | 1,756                                                           | 35%                                                             | 31%                                                             | 12%                                                             | 4%                                                              | 4%                                                              | 4%                                                              | 4%                                                              | 6%                                                              | –                                                               | 2%                                                              | 4                                                               |      |      |       |      |      |
| 13–15 Mar                | Opinium/The Observer (enlace roto disponible en este archivo).                | 2,003                                                           | 35%                                                             | 35%                                                             | 7%                                                              | 5%                                                              | 0%                                                              | 4%                                                              | –                                                               | 8%                                                              | 4%                                                              | 2%                                                              | -                                                               |      |      |       |      |      |
| 12–15 Mar                | Opinium/The Observer (enlace roto disponible en este archivo).                | 2,008                                                           | 38%                                                             | 34%                                                             | 8%                                                              | 5%                                                              | 1%                                                              | 3%                                                              | –                                                               | 8%                                                              | –                                                               | 3%                                                              | 4                                                               |      |      |       |      |      |
| 7–11 Mar                 | Kantar (enlace roto disponible en este archivo).                              | 1,152                                                           | 41%                                                             | 31%                                                             | 8%                                                              | 5%                                                              | 0%                                                              | 6%                                                              | –                                                               | 6%                                                              | –                                                               | 2%                                                              | 10                                                              |      |      |       |      |      |
| 4–8 Mar                  | BMG/The Independent                                                           | 1,510                                                           | 37%                                                             | 31%                                                             | 10%                                                             | 3%                                                              | 1%                                                              | 5%                                                              | –                                                               | 6%                                                              | 5%                                                              | 1%                                                              | 6                                                               |      |      |       |      |      |
| 4–8 Mar                  | BMG/The Independent                                                           | 1,510                                                           | 39%                                                             | 34%                                                             | 12%                                                             | 3%                                                              | 1%                                                              | 4%                                                              | –                                                               | 5%                                                              | –                                                               | 2%                                                              | 5                                                               |      |      |       |      |      |
| 4–5 Mar                  | ComRes/Brexit Express (enlace roto disponible en este archivo).               | 2,042                                                           | 36%                                                             | 34%                                                             | 8%                                                              | 3%                                                              | 0%                                                              | 3%                                                              | –                                                               | 6%                                                              | 8%                                                              | 2%                                                              | 2                                                               |      |      |       |      |      |
| 3–4 Mar                  | YouGov/The Times                                                              | 2,172                                                           | 40%                                                             | 31%                                                             | 11%                                                             | 5%                                                              | 5%                                                              | 4%                                                              | 3%                                                              | 3%                                                              | –                                                               | 3%                                                              | 9                                                               |      |      |       |      |      |
| 26 Feb – 1 Mar           | Opinium/The Observer (enlace roto disponible en este archivo).                | 2,004                                                           | 37%                                                             | 33%                                                             | 7%                                                              | 4%                                                              | 1%                                                              | 4%                                                              | –                                                               | 7%                                                              | 5%                                                              | 2%                                                              | 4                                                               |      |      |       |      |      |
| 26 Feb – 1 Mar           | Opinium/The Observer (enlace roto disponible en este archivo).                | 2,003                                                           | 40%                                                             | 34%                                                             | 9%                                                              | 4%                                                              | 1%                                                              | 3%                                                              | –                                                               | 7%                                                              | –                                                               | 3%                                                              | 6                                                               |      |      |       |      |      |
| 22–23 Feb                | YouGov/The Times                                                              | 1,672                                                           | 41%                                                             | 30%                                                             | 10%                                                             | 5%                                                              | 5%                                                              | 4%                                                              | 2%                                                              | 5%                                                              | –                                                               | 3%                                                              | 11                                                              |      |      |       |      |      |
| 22–23 Feb                | YouGov/The Times                                                              | 1,672                                                           | 36%                                                             | 23%                                                             | 6%                                                              | –                                                               | –                                                               | –                                                               | –                                                               | –                                                               | 18%                                                             | 16%                                                             | 13                                                              |      |      |       |      |      |
| 21–23 Feb                | Deltapoll/The Mail on Sunday                                                  | 1,027                                                           | 39%                                                             | 31%                                                             | 5%                                                              | 5%                                                              | 0%                                                              | 3%                                                              | –                                                               | 4%                                                              | 11%                                                             | 1%                                                              | 8                                                               |      |      |       |      |      |
| 21–23 Feb                | Deltapoll/The Mail on Sunday                                                  | 1,027                                                           | 43%                                                             | 36%                                                             | 6%                                                              | 4%                                                              | 0%                                                              | 3%                                                              | –                                                               | 5%                                                              | –                                                               | 2%                                                              | 7                                                               |      |      |       |      |      |
| 20–22 Feb                | Opinium/The Observer (enlace roto disponible en este archivo).                | 2,008                                                           | 40%                                                             | 32%                                                             | 5%                                                              | 4%                                                              | 1%                                                              | 4%                                                              | –                                                               | 7%                                                              | 6%                                                              | 2%                                                              | 8                                                               |      |      |       |      |      |
| 19 Feb                   | Sky Data                                                                      | 1,034                                                           | 32%                                                             | 26%                                                             | 9%                                                              | 4%                                                              | 1%                                                              | 4%                                                              | –                                                               | 6%                                                              | 10%                                                             | 7%                                                              | 6                                                               |      |      |       |      |      |
| 18–19 Feb                | YouGov/The Times                                                              | 1,861                                                           | 38%                                                             | 26%                                                             | 7%                                                              | –                                                               | –                                                               | –                                                               | –                                                               | –                                                               | 14%                                                             | 15%                                                             | 12                                                              |      |      |       |      |      |
| 18–19 Feb                | YouGov/The Times                                                              | 1,861                                                           | 41%                                                             | 33%                                                             | 10%                                                             | 5%                                                              | 5%                                                              | 4%                                                              | –                                                               | 4%                                                              | –                                                               | 3%                                                              | 8                                                               |      |      |       |      |      |
| 18 Feb                   | Survation/Daily Mail                                                          | 1,023                                                           | 40%                                                             | 36%                                                             | 10%                                                             | 3%                                                              | –                                                               | 2%                                                              | –                                                               | 5%                                                              | –                                                               | 5%                                                              | 4                                                               |      |      |       |      |      |
| 13–15 Feb                | Opinium/The Observer (enlace roto disponible en este archivo).                | 2,005                                                           | 37%                                                             | 37%                                                             | 8%                                                              | 4%                                                              | 0%                                                              | 4%                                                              | –                                                               | 7%                                                              | –                                                               | 2%                                                              | -                                                               |      |      |       |      |      |
| 7–11 Feb                 | Kantar                                                                        | 1,145                                                           | 40%                                                             | 35%                                                             | 10%                                                             | 4%                                                              | 1%                                                              | 4%                                                              | –                                                               | 3%                                                              | –                                                               | 3%                                                              | 5                                                               |      |      |       |      |      |
| 4–8 Feb                  | BMG                                                                           | 1,503                                                           | 38%                                                             | 35%                                                             | 13%                                                             | 3%                                                              | 1%                                                              | 5%                                                              | –                                                               | 5%                                                              | –                                                               | 1%                                                              | 3                                                               |      |      |       |      |      |
| 2–7 Feb                  | YouGov/The Times                                                              | 40,119                                                          | 39%                                                             | 34%                                                             | 11%                                                             | 3%                                                              | 1%                                                              | 4%                                                              | –                                                               | 5%                                                              | –                                                               | 2%                                                              | 5                                                               |      |      |       |      |      |
| 1–5 Feb                  | Ipsos MORI                                                                    | 1,005                                                           | 38%                                                             | 38%                                                             | 10%                                                             | 4%                                                              | 1%                                                              | 3%                                                              | –                                                               | 4%                                                              | –                                                               | 3%                                                              | -                                                               |      |      |       |      |      |
| 3–4 Feb                  | YouGov/The Times                                                              | 1,851                                                           | 41%                                                             | 34%                                                             | 10%                                                             | 4%                                                              | 0%                                                              | 4%                                                              | –                                                               | 4%                                                              | –                                                               | 2%                                                              | 7                                                               |      |      |       |      |      |
| 30 Ene – 1 Feb           | Opinium/The Observer (enlace roto disponible en este archivo).                | 2,008                                                           | 41%                                                             | 34%                                                             | 8%                                                              | 4%                                                              | 1%                                                              | 4%                                                              | –                                                               | 7%                                                              | –                                                               | 1%                                                              | 7                                                               |      |      |       |      |      |
| 30 Ene                   | Survation/Daily Mail                                                          | 1,029                                                           | 38%                                                             | 39%                                                             | 9%                                                              | 3%                                                              | 0%                                                              | 2%                                                              | –                                                               | 4%                                                              | –                                                               | 4%                                                              | 1                                                               |      |      |       |      |      |
| 23–25 Ene                | Opinium/People's Vote                                                         | 2,001                                                           | 40%                                                             | 36%                                                             | 7%                                                              | 3%                                                              | 0%                                                              | 4%                                                              | –                                                               | 7%                                                              | –                                                               | 1%                                                              | 4                                                               |      |      |       |      |      |
| 16–18 Ene                | ICM                                                                           | 2,046                                                           | 39%                                                             | 40%                                                             | 9%                                                              | 3%                                                              | 0%                                                              | 3%                                                              | –                                                               | 5%                                                              | –                                                               | 1%                                                              | 1                                                               |      |      |       |      |      |
| 16–18 Ene                | Opinium/The Observer (enlace roto disponible en este archivo).                | 2,006                                                           | 37%                                                             | 40%                                                             | 7%                                                              | 5%                                                              | 1%                                                              | 4%                                                              | –                                                               | 7%                                                              | –                                                               | 1%                                                              | 3                                                               |      |      |       |      |      |
| 16–17 Ene                | ComRes/Sunday Mirror/Sunday Express (enlace roto disponible en este archivo). | 2,031                                                           | 38%                                                             | 37%                                                             | 10%                                                             | 3%                                                              | 1%                                                              | 3%                                                              | –                                                               | 6%                                                              | –                                                               | 1%                                                              | 1                                                               |      |      |       |      |      |
| 10–17 Ene                | Number Cruncher Politics                                                      | 1,030                                                           | 41%                                                             | 39%                                                             | 8%                                                              | 3%                                                              | 1%                                                              | 2%                                                              | –                                                               | 4%                                                              | –                                                               | 1%                                                              | 2                                                               |      |      |       |      |      |
| 14–15 Ene                | ComRes/Daily Express (enlace roto disponible en este archivo).                | 2,010                                                           | 37%                                                             | 39%                                                             | 8%                                                              | 3%                                                              | 0%                                                              | 3%                                                              | –                                                               | 7%                                                              | –                                                               | 1%                                                              | 2                                                               |      |      |       |      |      |
| 13–14 Ene                | YouGov/The Times                                                              | 1,701                                                           | 39%                                                             | 34%                                                             | 11%                                                             | 4%                                                              | 1%                                                              | 4%                                                              | –                                                               | 6%                                                              | –                                                               | 1%                                                              | 5                                                               |      |      |       |      |      |
| 10–14 Ene                | Kantar (enlace roto disponible en este archivo).                              | 1,106                                                           | 35%                                                             | 38%                                                             | 9%                                                              | 4%                                                              | 1%                                                              | 4%                                                              | –                                                               | 6%                                                              | –                                                               | 3%                                                              | 3                                                               |      |      |       |      |      |
| 10–11 Ene                | Survation/Daily Mail                                                          | 1,013                                                           | 38%                                                             | 41%                                                             | 10%                                                             | 3%                                                              | 0%                                                              | 2%                                                              | –                                                               | 4%                                                              | –                                                               | 3%                                                              | 3                                                               |      |      |       |      |      |
| 8–11 Ene                 | BMG/The Independent                                                           | 1,514                                                           | 36%                                                             | 36%                                                             | 12%                                                             | 3%                                                              | 1%                                                              | 5%                                                              | –                                                               | 6%                                                              | –                                                               | 1%                                                              | -                                                               |      |      |       |      |      |
| 6–7 Ene                  | YouGov/The Times                                                              | 1,656                                                           | 41%                                                             | 35%                                                             | 11%                                                             | 4%                                                              | 0%                                                              | 3%                                                              | –                                                               | 4%                                                              | –                                                               | 1%                                                              | 6                                                               |      |      |       |      |      |
| 21 Dec 2018 – 4 Ene 2019 | YouGov/People's Vote                                                          | 25,537                                                          | 40%                                                             | 34%                                                             | 10%                                                             | 4%                                                              | 0%                                                              | 4%                                                              | –                                                               | 4%                                                              | –                                                               | 2%                                                              | 6                                                               |      |      |       |      |      |

## Resultados
| Partido       | Partido                                     | Líder                       | Votos        | Votos | Votos | Escaños       | Escaños | Escaños | Escaños |  |
| Partido       | Partido                                     | Líder                       | Nº de votos  | %     | +/-   | Nº de escaños | +/−     |         |         |  |
| ------------- | ------------------------------------------- | --------------------------- | ------------ | ----- | ----- | ------------- | ------- | ------- | ------- |  |
|               | Partido Conservador                         | Boris Johnson               | 13 966 565   | 43,6% | 1,2   | 365/650       | 48      |         |         |  |
|               | Partido Laborista                           | Jeremy Corbyn               | 10 269 076   | 32,1% | 7,8   | 202/650       | 60      |         |         |  |
|               | Partido Nacional Escocés                    | Nicola Sturgeon             | 1 242 372    | 3,9%  | 0,8   | 48/650        | 13      |         |         |  |
|               | Liberal Demócratas                          | Jo Swinson                  | 3 696 423    | 11,6% | 4,2   | 11/650        | 1       |         |         |  |
|               | Partido Unionista Democrático               | Arlene Foster               | 244 128      | 0,8%  | -0,1  | 8/650         | 2       |         |         |  |
|               | Sinn Féin                                   | Mary Lou McDonald           | 181 853      | 0,6%  | -0,2  | 7/650         | 0       |         |         |  |
|               | Plaid Cymru                                 | Adam Price                  | 153 265      | 0,5%  | 0,0   | 4/650         | 0       |         |         |  |
|               | Partido Socialdemócrata y Laborista         | Colum Eastwood              | 118 737      | 0,4%  | 0,1   | 2/650         | 2       |         |         |  |
|               | Partido Verde de Inglaterra y Gales         | Jonathan Bartley Siân Berry | 835 579      | 2,7%  | 1,1   | 1/650         | 0       |         |         |  |
|               | Partido de la Alianza                       | Naomi Long                  | 134 115      | 0,4%  | 0,2   | 1/650         | 1       |         |         |  |
|               | Speaker                                     | Lindsay Hoyle               | 26 831       |       |       | 1/650         |         |         |         |  |
|               | Partido del Brexit                          | Nigel Farage                | 642 303      | 2,0%  | 2,0   | 0/650         |         |         |         |  |
|               | Partido Unionista del Ulster                | Steve Aiken                 | 93 123       | 0,3%  | 0,0   | 0/650         |         |         |         |  |
|               | Partido de la Independencia del Reino Unido | Patricia Mountain           | 22 817       | 0,1%  | -1,8  | 0/650         |         |         |         |  |
|               | Otros                                       |                             |              |       |       | 0/650         |         |         |         |  |
| Votantes      | Votantes                                    | Votantes                    | 47 587 254   |       |       |               |         |         |         |  |
| Participación | Participación                               | Participación               | 67,3% ( 1,4) |       |       |               |         |         |         |  |
|               |                                             |                             |              |       |       |               |         |         |         |  |

* No se incluye dentro de los laboristas electos al Presidente de la Cámara de los Comunes Lindsay Hoyle (independiente por su posición), que fue incluido a los parlamentarios laboristas por algunos medios.